# Ariana Grande/Auszeichnungen für Musikverkäufe

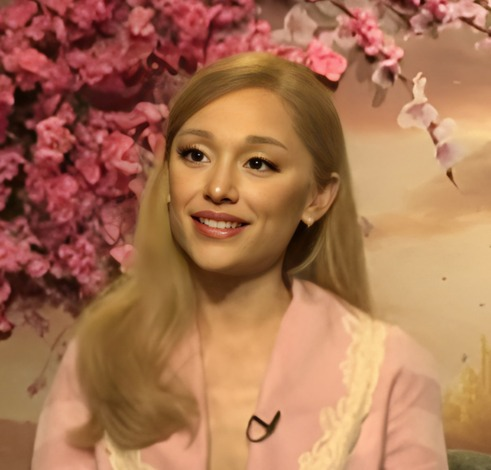
Ariana Grande (2024)

Dies ist eine Übersicht über die Auszeichnungen für Musikverkäufe der US-amerikanischen Popsängerin Ariana Grande. Die Auszeichnungen finden sich nach ihrer Art (Gold, Platin usw.), nach Staaten getrennt in chronologischer Reihenfolge geordnet, sowie nach den Tonträgern selbst, ebenfalls in chronologischer Reihenfolge, getrennt nach Medium (Alben, Singles usw.), wieder.

## Auszeichnungen
| - Vereinigtes Königreich - 2018: für die Single Heatstroke - 2019: für die Single Beauty and the Beast - 2020: für das Lied Needy - 2020: für das Lied NASA - 2020: für das Lied Bloodline - 2020: für das Lied Bad Idea - 2020: für das Lied Greedy - 2021: für die Single Monopoly - 2021: für die Single POV - 2021: für das Lied Fake Smile - 2021: für das Lied Motive - 2022: für das Lied Sweetener - 2022: für die Single Popular Song - 2022: für das Lied Ghostin - 2022: für die Single Dance to This - 2022: für die Single Last Christmas - 2023: für das Lied In My Head - 2023: für das Lied Everytime - 2023: für die Single Almost Is Never Enough - 2023: für die Single Faith - 2023: für die Single Santa, Can’t You Hear Me - 2023: für die Single My Favorite Part - 2024: für die Single Best Mistake - 2024: für das Lied Goodnight n Go - 2024: für die Single The Boy Is Mine - 2024: für die Single Santa Baby - 2025: für das Lied Sympathy Is a Knife - 2025: für die Single Defying Gravity - 2025: für die Single Popular - 2025: für das Lied Bye - 2025: für das Lied What Is This Feeling? - 2025: für das Lied Intro (End of the World) - Argentinien - 2015: für das Album My Everything - Australien - 2021: für das Album Positions - 2023: für die Single Baby I - 2023: für die Single Best Mistake - 2023: für die Single Last Christmas - 2023: für die Single Monopoly - 2023: für die Single Right There - 2023: für die Single Santa Baby - 2023: für die Single The Light Is Coming - 2023: für das Lied Better Off - 2023: für das Lied Everytime - 2023: für das Lied Fake Smile - 2023: für das Lied Ghostin - 2023: für das Lied Goodnight n Go - 2023: für das Lied Greedy - 2023: für das Lied In My Head - 2023: für das Lied Just a Little Bit of Your Heart - 2023: für das Lied Just Like Magic - 2023: für das Lied Make Up - 2023: für das Lied Moonlight - 2023: für das Lied Pete Davidson - 2023: für das Lied R.E.M - 2023: für das Lied Safety Net - 2023: für das Lied Successful - 2023: für das Lied Sweetener - 2023: für das Lied Thinking Bout You - 2023: für das Lied Touch It - 2023: für das Lied I Don’t Do Drugs - 2025: für das Album Eternal Sunshine - Belgien - 2015: für die Single One Last Time - 2016: für die Single Dangerous Woman - 2016: für die Single Into You - 2016: für die Single Side to Side - 2019: für das Album Thank U, Next - 2020: für die Single Stuck with U - 2021: für die Single Positions - 2024: für die Single Yes, And? - Brasilien - 2018: für das Album Sweetener - 2023: für das Lied Shut Up - 2023: für das Lied Successful - 2023: für das Lied Raindrops (An Angel Cried) - 2023: für die Single Baby I - 2023: für die Single Almost Is Never Enough - 2023: für das Lied Bad to You - 2023: für das Lied Moonlight - 2023: für das Lied Better Off - 2023: für das Lied Test Drive - 2023: für das Lied Six Thirty - 2023: für das Lied My Hair - 2023: für das Lied Love Language - 2023: für das Lied Get Well Soon - 2023: für das Lied Thinking Bout You - 2023: für das Lied West Side - 2023: für die Single Best Mistake - 2023: für das Lied Leave Me Lonely - 2023: für das Lied Pete Davidson - 2023: für das Lied Touch It - 2024: für die Single Popular Song - 2024: für die Single Quit - 2024: für das Lied Supernatural - 2024: für das Lied True Story - 2024: für das Lied Eternal Sunshine - 2024: für das Lied Bye - 2025: für die Single Popular - 2025: für das Lied What Is This Feeling? - Dänemark - 2020: für die Single Breathin - 2021: für die Single 34+35 - 2022: für die Single Boyfriend - 2024: für das Album Eternal Sunshine - 2025: für die Single Yes, And? - Deutschland - 2019: für die Single No Tears Left to Cry - 2019: für die Single One Last Time - 2019: für die Single Dangerous Woman - 2019: für die Single Thank U, Next - 2022: für die Single Love Me Harder - 2022: für die Single God Is a Woman - 2022: für die Single Break Up With Your Girlfriend, I’m Bored - 2022: für die Single Rain on Me - 2022: für die Single Positions - 2023: für das Album Dangerous Woman - 2023: für das Album My Everything - 2024: für das Album Thank U, Next - Frankreich - 2015: für die Single One Last Time - 2016: für die Single Into You - 2017: für die Single Dangerous Woman - 2019: für das Album Sweetener - 2020: für die Single Rain on Me - 2021: für die Single Stuck with U - 2021: für die Single 34+35 - 2022: für die Single Breathin - Griechenland - 2023: für die Single Die for You (Remix) - Italien - 2017: für die Single Faith - 2018: für die Single God Is a Woman - 2019: für die Single Break Up With Your Girlfriend, I’m Bored - 2021: für die Single Positions - 2021: für die Single 34+35 - 2021: für das Album Positions - 2021: für die Single Stuck with U - 2024: für die Single Yes, And? - 2024: für die Single We Can’t Be Friends (Wait for Your Love) - 2025: für das Album Eternal Sunshine - Japan - 2014: für das Album Yours Truly - 2014: für das Album My Everything - 2014: für die Single Baby I (Digital) - 2016: für das Album Dangerous Woman - 2016: für das Lied My Everything (Digital) - 2017: für die Single Beauty and the Beast (Digital) - 2017: für die Single Bang Bang (Digital) - 2019: für die Single One Last Time (Digital) - 2022: für das Streaming Problem - 2023: für das Streaming Thank U, Next - 2023: für das Streaming 7 Rings - 2023: für das Streaming Santa Tell Me - 2023: für das Streaming Bang Bang - 2024: für das Streaming Stuck with U - 2024: für das Streaming Beauty and the Beast - Kanada - 2016: für die Single Focus - 2019: für die Single Monopoly - 2019: für die Autorenbeteiligung Motivation (Normani) - 2020: für die Autorenbeteiligung Ice Cream (Blackpink × Selena Gomez) - 2023: für die Single Heatstroke - 2024: für das Lied My Everything - 2025: für das Lied Intro (End of the World) - 2025: für das Lied Bye - 2025: für das Lied Eternal Sunshine - 2025: für das Lied Supernatural - Malaysia - 2020: für die Single Stuck with U - Mexiko - 2014: für die Single Problem - 2018: für die Single Thank U, Next - 2018: für das Album Sweetener - 2025: für die Single Heatstroke - Neuseeland - 2016: für die Single Boys Like You - 2016: für die Single Focus - 2018: für die Single Be Alright - 2019: für die Autorenbeteiligung Motivation (Normani) - 2019: für die Single Dance to This - 2022: für das Album Christmas Kisses - 2024: für die Single Yes, And? - 2024: für das Lied Intro (End of the World) - Norwegen - 2020: für die Single Boyfriend - 2020: für die Single Focus - 2020: für die Single Don’t Call Me Angel - 2020: für die Single Breathin - 2020: für die Single Good As Hell (Remix) - 2020: für das Album Yours Truly - 2021: für die Single POV - 2021: für das Lied Motive - 2021: für die Single Imagine - 2021: für die Autorenbeteiligung Ice Cream (Blackpink × Selena Gomez) - 2024: für die Single Yes, And? - Österreich - 2022: für das Album Positions - 2022: für die Single 34+35 - 2024: für das Album Sweetener - 2024: für die Single Breathin - 2024: für die Single Boyfriend - 2024: für die Single God Is a Woman - 2024: für die Single Stuck with U - 2024: für die Single Love Me Harder - 2024: für die Single Problem - 2024: für die Single Dangerous Woman - Philippinen - 2015: für das Album Yours Truly - Polen - 2017: für die Single Let Me Love You - 2019: für die Single Dance to This - 2021: für das Lied Motive - 2021: für die Single POV - 2021: für das Album Yours Truly - 2024: für das Lied Bloodline - 2024: für die Single My Favorite Part - 2024: für die Single The Boy Is Mine - 2024: für die Single Everyday - Portugal - 2020: für die Single Boyfriend - 2020: für die Single Imagine - 2020: für die Single One Last Time - 2020: für die Single Dance to This - 2020: für die Single Don’t Call Me Angel - 2022: für das Lied Motive - 2022: für die Single My Favorite Part - 2022: für die Single POV - 2022: für die Single Love Me Harder - 2022: für die Single Let Me Love You - 2022: für die Single Break Free - 2022: für die Single Problem - 2023: für das Album Positions - 2024: für das Album Thank U, Next - 2024: für das Album Sweetener - 2024: für die Single Yes, And? - 2024: für das Album Dangerous Woman - 2024: für das Album Eternal Sunshine - Schweden - 2016: für das Album Dangerous Woman - 2018: für das Album Sweetener - 2021: für die Single 34+35 - 2022: für die Single God Is a Woman - 2024: für die Single Boyfriend - Schweiz - 2015: für die Single Problem - 2022: für das Album Yours Truly - 2022: für die Single Break Free - 2022: für die Single Break Up With Your Girlfriend, I’m Bored - 2022: für die Single Dangerous Woman - 2022: für die Single Into You - 2022: für die Single One Last Time - 2022: für die Single Santa Tell Me - 2024: für die Single Yes, And? - Singapur - 2021: für das Album Positions - 2021: für das Album Yours Truly - Spanien - 2014: für das Streaming Break Free - 2015: für die Single Love Me Harder - 2016: für die Single Focus - 2020: für das Album Thank U, Next - 2020: für das Album Sweetener - 2022: für das Album Positions - 2024: für die Single 34+35 - 2024: für die Single Break Up With Your Girlfriend, I’m Bored - 2024: für die Single Breathin - 2024: für die Single Yes, And? - 2024: für das Album Eternal Sunshine - Thailand - 2015: für das Album My Everything - Ungarn - 2024: für die Single Into You - 2024: für die Single No Tears Left to Cry - 2024: für die Single One Last Time - 2024: für die Single Positions - 2024: für die Single Yes, And? - 2024: für die Single Side to Side - 2024: für die Single Rain on Me - 2024: für die Single Bang Bang - 2024: für die Single Dangerous Woman - Vereinigte Staaten - 2014: für die Single Put Your Hearts Up - 2015: für die Single Popular Song - 2016: für das Album Dangerous Woman - 2018: für die Single Bed - 2020: für das Lied Goodnight n Go - 2020: für die Single Rule the World - 2020: für die Single Quit - 2022: für das Lied I Don’t Do Drugs - 2022: für die Single Heatstroke - Vereinigtes Königreich - 2019: für das Album Yours Truly - 2021: für die Autorenbeteiligung Motivation (Normani) - 2022: für die Single Bed - 2022: für die Single The Way - 2023: für die Single Focus - 2023: für die Single Everyday - 2024: für das Album Eternal Sunshine - 2024: für die Single Imagine - 2024: für die Single Don’t Call Me Angel - 2025: für die Single Be Alright - 2025: für das Album Wicked - 2025: für die Single Let Me Love You - Zentralamerika - 2024: für die Single Yes, And? - 2025: für die Single The Boy Is Mine | - Australien - 2016: für die Single Focus - 2018: für die Single Heatstroke - 2018: für das Album My Everything - 2019: für das Album Sweetener - 2019: für das Album Thank U, Next - 2019: für die Autorenbeteiligung Motivation (Normani) - 2020: für die Single Dance to This - 2021: für die Single Imagine - 2023: für die Single Almost Is Never Enough - 2023: für die Single Be Alright - 2023: für die Single Don’t Call Me Angel - 2023: für die Single Everyday - 2023: für die Single Let Me Love You - 2023: für die Single POV - 2023: für das Lied Bad Idea - 2023: für das Lied Bloodline - 2023: für das Lied Motive - 2023: für das Lied NASA - 2023: für das Lied Needy - 2023: für die Single Beauty and the Beast - 2023: für das Album Dangerous Woman - 2023: für die Autorenbeteiligung Ice Cream (Blackpink × Selena Gomez) - 2024: für die Single Bed - Belgien - 2019: für die Single No Tears Left to Cry - 2019: für die Single 7 Rings - 2019: für die Single Thank U, Next - 2021: für die Single Rain on Me - 2024: für die Single We Can’t Be Friends (Wait for Your Love) - 2025: für das Album Eternal Sunshine - Brasilien - 2020: für die Single Good As Hell (Remix) - 2022: für das Lied I Don’t Do Drugs - 2023: für das Lied Make Up - 2023: für das Lied Safety Net - 2023: für das Lied Sweetener - 2023: für die Single The Light Is Coming - 2023: für das Lied Fake Smile - 2023: für das Lied Goodnight n Go - 2023: für die Single Right There - 2023: für die Single The Way - 2023: für das Lied In My Head - 2023: für das Single Be Alright - 2023: für das Lied Nasty - 2023: für die Single Monopoly - 2023: für das Lied Off The Table - 2023: für das Lied R.E.M - 2023: für die Single Santa Tell Me - 2023: für das Lied Ghostin - 2023: für das Lied Greedy - 2024: für die Single Met Him Last Night - 2024: für die Single Bed - 2024: für das Lied Obvious - 2025: für das Lied Imperfect For You - Chile - 2015: für das Album My Everything - Dänemark - 2014: für das Streaming Break Free - 2015: für das Streaming Bang Bang - 2015: für die Single Love Me Harder - 2018: für die Single Side to Side - 2018: für die Single Into You - 2019: für die Single No Tears Left to Cry - 2019: für die Single Thank U, Next - 2020: für das Album Sweetener - 2021: für das Album Positions - 2021: für die Single Dangerous Woman - 2022: für die Single Positions - 2022: für die Single Stuck with U - 2023: für die Single God Is a Woman - 2023: für die Single Rain on Me - 2024: für die Single Break Up With Your Girlfriend, I’m Bored - 2025: für die Single We Can’t Be Friends (Wait for Your Love) - Deutschland - 2018: für die Single Problem - 2019: für die Single Bang Bang - 2020: für die Single Side to Side - 2022: für die Single 7 Rings - 2022: für die Single Santa Tell Me - 2023: für die Single Break Free - 2023: für die Single Into You - Frankreich - 2018: für die Single Side to Side - 2018: für das Album My Everything - 2019: für das Album Dangerous Woman - 2021: für das Album Thank U, Next - 2022: für die Single Good As Hell (Remix) - 2022: für die Single Positions - 2023: für die Single God Is a Woman - 2024: für die Single Break Up With Your Girlfriend, I’m Bored - 2024: für das Album Positions - 2025: für das Album Eternal Sunshine - 2025: für die Single We Can’t Be Friends (Wait for Your Love) - 2025: für die Single Yes, And? - Griechenland - 2021: für die Single Positions - 2023: für die Single Santa Tell Me - 2025: für die Single We Can’t Be Friends (Wait for Your Love) - Italien - 2015: für die Single Love Me Harder - 2016: für die Single Focus - 2016: für die Single Dangerous Woman - 2018: für das Album My Everything - 2018: für die Single No Tears Left to Cry - 2019: für die Single 7 Rings - 2019: für die Single Thank U, Next - 2020: für das Album Dangerous Woman - 2020: für die Single Rain on Me - 2024: für das Album Thank U, Next - 2025: für das Album Sweetener - Japan - 2016: für die Single Break Free (Digital) - 2016: für die Single Problem (Digital) - 2024: für das Streaming Break Free - 2024: für das Streaming One Last Time - 2025: für das Streaming Rain on Me - Kanada - 2018: für die Single Bed - 2018: für die Single The Way - 2021: für das Album Yours Truly - 2024: für das Lied Sweetener - 2024: für die Single Don’t Call Me Angel - 2025: für das Album Eternal Sunshine - 2025: für die Single The Boy Is Mine - Mexiko - 2018: für die Single God Is a Woman - 2019: für das Album Thank U, Next - 2021: für das Album Positions - Neuseeland - 2019: für die Single Breathin - 2020: für die Single Imagine - 2021: für die Single Positions - 2021: für die Single 34+35 - 2021: für die Single The Way - 2021: für die Single Everyday - 2022: für die Single Bed - 2022: für die Single My Favorite Part - 2023: für das Album Yours Truly - 2023: für die Single Almost Is Never Enough - 2024: für die Single We Can’t Be Friends (Wait for Your Love) - 2024: für das Album Eternal Sunshine - 2024: für die Single Heatstroke - Niederlande - 2015: für das Album My Everything - Norwegen - 2019: für das Album Sweetener - 2020: für die Single Dangerous Woman - 2021: für das Album Positions - 2021: für die Single 34+35 - 2021: für die Single God Is a Woman - 2021: für die Single Stuck with U - 2021: für die Single The Way - 2024: für die Single We Can’t Be Friends (Wait for Your Love) - Österreich - 2015: für das Album My Everything - 2017: für das Album Dangerous Woman - 2024: für das Album Thank U, Next - 2024: für die Single Break Up With Your Girlfriend, I’m Bored - 2024: für die Single Thank U, Next - 2024: für die Single Positions - 2024: für die Single No Tears Left to Cry - 2024: für die Single Side to Side - 2024: für die Single One Last Time - 2024: für die Single Into You - 2024: für die Single Rain on Me - 2025: für die Single Break Free - Polen - 2014: für das Album My Everything - 2020: für die Single Don’t Call Me Angel - 2021: für die Single 34+35 - 2021: für die Single Boyfriend - 2021: für die Single Breathin - 2021: für die Single Stuck with U - 2024: für die Single We Can’t Be Friends (Wait for Your Love) - 2024: für die Single Yes, And? - 2024: für das Album Eternal Sunshine - Portugal - 2018: für die Single No Tears Left to Cry - 2020: für die Single Bang Bang - 2020: für die Single Break Up With Your Girlfriend, I’m Bored - 2020: für die Single Dangerous Woman - 2020: für die Single God Is a Woman - 2020: für die Single Into You - 2021: für die Single Stuck with U - 2021: für die Single Rain on Me - 2021: für die Single Positions - 2022: für die Single 34+35 - 2022: für die Single Breathin - 2022: für die Single Santa Tell Me - 2024: für die Single We Can’t Be Friends (Wait for Your Love) - Schweden - 2015: für das Album My Everything - 2016: für die Single Focus - 2021: für das Album Thank U, Next - 2022: für die Single Break Up With Your Girlfriend, I’m Bored - 2022: für die Single Breathin - 2022: für die Single Positions - 2022: für die Single Rain on Me - 2022: für die Single Stuck with U - 2024: für die Single We Can’t Be Friends (Wait for Your Love) - Schweiz - 2022: für das Album Sweetener - 2022: für die Single 7 Rings - 2022: für die Single Side to Side - 2022: für die Single Thank U, Next - 2025: für die Single We Can’t Be Friends (Wait for Your Love) - Singapur - 2019: für das Album My Everything - 2020: für das Album Sweetener - Spanien - 2014: für die Single Problem - 2014: für die Single Break Free - 2014: für das Streaming Problem - 2014: für das Streaming Bang Bang - 2023: für die Single Die for You (Remix) - 2023: für die Single Santa Tell Me - 2024: für die Single God Is a Woman - 2024: für die Single Into You - 2024: für die Single No Tears Left to Cry - 2024: für die Single One Last Time - 2024: für die Single Positions - 2024: für die Single Stuck with U - 2024: für die Single Thank U, Next - 2024: für die Single Dangerous Woman - 2024: für die Single We Can’t Be Friends (Wait for Your Love) - 2025: für die Single Save Your Tears (Remix) - Südkorea - 2021: für das Streaming Thank U, Next - 2022: für die Single Thank U, Next - Thailand - 2017: für das Album Dangerous Woman - Ungarn - 2024: für die Single 7 Rings - 2024: für die Single Santa Tell Me - 2024: für die Single We Can’t Be Friends (Wait for Your Love) - Vereinigte Staaten - 2016: für das Album Yours Truly - 2018: für die Single Everyday - 2018: für die Single Baby I - 2020: für die Single Boyfriend - 2020: für das Lied NASA - 2020: für die Autorenbeteiligung Motivation (Normani) - 2021: für die Single Be Alright - 2021: für die Single Let Me Love You - 2022: für die Single Beauty and the Beast - 2023: für das Lied Sweetener - 2023: für das Lied Everytime - 2023: für die Single Dance to This - 2024: für das Lied Bloodline - 2024: für die Single Yes, And? - 2024: für die Single Best Mistake - 2024: für das Album Eternal Sunshine - 2024: für die Single The Boy Is Mine - 2024: für die Single My Favorite Part - 2025: für die Single Right There - 2025: für die Single Almost Is Never Enough - 2025: für das Lied Bad Idea - 2025: für das Lied Fake Smile - 2025: für das Lied Ghostin - Vereinigtes Königreich - 2019: für das Album Dangerous Woman - 2020: für das Album Thank U, Next - 2020: für das Album Sweetener - 2020: für die Single Breathin - 2021: für die Single Positions - 2021: für die Single 34+35 - 2021: für die Single Love Me Harder - 2022: für die Single Stuck with U - 2024: für die Single We Can’t Be Friends (Wait for Your Love) - 2024: für die Single Boyfriend - 2024: für die Single Yes, And? - 2025: für das Album Positions - Zentralamerika - 2024: für die Single We Can’t Be Friends (Wait for Your Love) - 2025: für die Single Die for You (Remix) - Mexiko - 2021: für die Single 34+35 (Remix) | - Australien - 2023: für die Single The Way - Brasilien - 2017: für das Album Dangerous Woman - 2023: für das Lied Needy - 2023: für die Single Let Me Love You - 2023 für das Lied Bad Idea - 2023 für das Lied Bloodline - 2023 für das Lied NASA - 2023 für die Single Beauty and the Beast - 2023 für die Single Imagine - 2024: für die Single Dance to This - 2024: für das Lied Everytime - 2025: für das Album Eternal Sunshine - 2025: für das Lied Intro (End of the World) - Dänemark - 2014: für das Streaming Problem - 2020: für das Album Dangerous Woman - 2022: für das Album Thank U, Next - 2023: für die Single One Last Time - 2025: für die Single Bang Bang - 2025: für die Single 7 Rings - Finnland - 2020: für das Album Dangerous Woman - 2020: für das Album My Everything - 2020: für das Album Sweetener - 2020: für das Album Thank U, Next - Griechenland - 2023: für die Single Save Your Tears (Remix) - Italien - 2014: für die Single Problem - 2016: für die Single Bang Bang - 2018: für die Single Side to Side - 2018: für die Single Break Free - 2018: für die Single Into You - 2024: für die Single Santa Tell Me - Kanada - 2024: für das Album Positions - 2025: für die Single Yes, And? - 2025: für die Single POV - 2025: für die Single Everyday - Mexiko - 2018: für die Single No Tears Left to Cry - Neuseeland - 2015: für die Single Problem - 2021: für das Album Sweetener - 2021: für die Single God Is a Woman - 2021: für die Single Break Up With Your Girlfriend, I’m Bored - 2023: für die Single Santa Tell Me - 2023: für das Album Positions - 2023: für die Single Break Free - 2024: für die Single Love Me Harder - 2025: für die Single Boyfriend - Niederlande - 2014: für die Single Problem - 2014: für die Single Break Free - Norwegen - 2020: für das Album Dangerous Woman - 2020: für die Single Into You - 2020: für die Single Love Me Harder - 2020: für die Single Rain on Me - 2021: für die Single Break Up With Your Girlfriend, I’m Bored - 2021: für die Single Positions - Österreich - 2024: für die Single 7 Rings - Philippinen - 2015: für das Album My Everything - Polen - 2015: für die Single One Last Time - 2016: für die Single Focus - 2017: für die Single Dangerous Woman - 2020: für die Single Break Up With Your Girlfriend, I’m Bored - 2021: für die Single God Is a Woman - 2021: für die Single Positions - Portugal - 2020: für die Single Side to Side - 2020: für die Single Thank U, Next - Schweden - 2021: für die Single Thank U, Next - 2022: für die Single Dangerous Woman - 2022: für die Single Love Me Harder - Schweiz - 2022: für das Album Positions - Singapur - 2021: für das Album Dangerous Woman - 2021: für das Album Thank U, Next - Spanien - 2024: für die Single 7 Rings - 2024: für die Single Bang Bang - 2025: für die Single Rain on Me - 2025: für die Single Side to Side - Vereinigte Staaten - 2020: für das Album Thank U, Next - 2021: für die Single Rain on Me - 2021: für die Single 34+35 - 2021: für die Single Positions - 2021: für das Album Dangerous Woman - 2021: für die Single Focus - 2021: für die Single Stuck with U - 2023: für das Album Sweetener - 2024: für die Single Imagine - 2024: für die Single We Can’t Be Friends (Wait for Your Love) - 2025: für das Lied Needy - Vereinigtes Königreich - 2021: für die Single Rain on Me - 2022: für die Single Problem - 2024: für die Single Dangerous Woman - 2024: für das Album My Everything - 2024: für die Single Break Free - 2025: für die Single God Is a Woman - 2025: für die Single Break Up With Your Girlfriend, I’m Bored - Mexiko - 2019: für die Single 7 Rings - 2021: für die Single Positions - Australien - 2023: für die Single 34+35 - 2023: für die Single Breathin - 2023: für die Single Boyfriend - 2023: für die Single Santa Tell Me - Brasilien - 2023: für das Lied Motive - 2023: für die Single Everyday - 2024: für die Single Yes, And? - Dänemark - 2025: für das Album My Everything - Indonesien - 2015: für das Album My Everything - Italien - 2017: für die Single One Last Time - Kanada - 2021: für die Single Breathin - 2024: für die Single Boyfriend - 2025: für das Album Sweetener - Mexiko - 2016: für das Album My Everything - 2017: für das Album Dangerous Woman - Neuseeland - 2022: für die Single No Tears Left to Cry - 2023: für das Album Thank U, Next - 2024: für die Single One Last Time - 2024: für die Single Rain on Me - 2024: für die Single Dangerous Woman - Norwegen - 2020: für die Single Side to Side - 2020: für die Single One Last Time - 2021: für die Single 7 Rings - 2021: für die Single No Tears Left to Cry - 2021: für die Single Thank U, Next - 2024: für die Single Santa Tell Me - Österreich - 2024: für die Single Santa Tell Me - Polen - 2021: für die Single Rain on Me - 2021: für die Single Thank U, Next - 2023: für das Album Sweetener - 2024: für das Album Positions - Portugal - 2021: für die Single 7 Rings - Schweden - 2014: für die Single Problem - 2022: für die Single 7 Rings - 2022: für die Single No Tears Left to Cry - 2022: für die Single Santa Tell Me - 2022: für die Single Into You - 2022: für die Single One Last Time - 2022: für die Single Side to Side - Schweiz - 2022: für das Album Dangerous Woman - 2022: für das Album My Everything - Vereinigte Staaten - 2023: für die Single Breathin - Vereinigtes Königreich - 2022: für die Single Bang Bang - 2022: für die Single No Tears Left to Cry - 2023: für die Single Thank U, Next - 2023: für die Single Santa Tell Me - 2024: für die Single Into You - 2024: für die Single 7 Rings - 2025: für die Single Side to Side - Australien - 2023: für die Single Break Up With Your Girlfriend, I’m Bored - 2023: für die Single Dangerous Woman - 2023: für die Single God Is a Woman - 2023: für die Single Love Me Harder - 2023: für die Single Positions - 2023: für die Single Stuck with U - 2025: für die Single We Can’t Be Friends (Wait for Your Love) - Dänemark - 2024: für die Single Santa Tell Me - Kanada - 2018: für die Single Problem - 2024: für die Single Stuck with U - 2024: für die Single Love Me Harder - 2024: für das Album Thank U, Next - 2025: für das Album Dangerous Woman - 2025: für die Single We Can’t Be Friends (Wait for Your Love) - Neuseeland - 2023: für die Single Bang Bang - 2023: für die Single Side to Side - 2024: für die Single Into You - 2025: für das Album Dangerous Woman - 2025: für das Album My Everything - 2025: für die Single Stuck with U - Norwegen - 2020: für die Single Bang Bang - 2020: für die Single Break Free - 2020: für die Single Problem - 2021: für das Album Thank U, Next - 2023: für die Single Save Your Tears (Remix) - Polen - 2020: für die Single No Tears Left to Cry - 2020: für die Single Side to Side - 2021: für die Single Bang Bang - 2021: für die Single Into You - 2023: für das Album Dangerous Woman - 2023: für das Album Thank U, Next - Schweden - 2015: für die Single Break Free - 2022: für die Single Bang Bang - Schweiz - 2022: für das Album Thank U, Next - Vereinigte Staaten - 2021: für die Single Dangerous Woman - 2021: für die Single Into You - 2023: für die Single God Is a Woman - 2024: für die Single Santa Tell Me - 2024: für das Album My Everything - 2024: für die Single Love Me Harder - 2024: für die Single One Last Time - Vereinigtes Königreich - 2024: für die Single One Last Time - Australien - 2021: für die Single Bang Bang - 2024: für die Single Rain on Me - Kanada - 2018: für die Single Bang Bang - 2024: für die Single God Is a Woman - 2024: für die Single Break Free - 2024: für die Single One Last Time - 2024: für die Single Santa Tell Me - 2024: für die Single Break Up With Your Girlfriend, I’m Bored - 2025: für das Album My Everything - 2025: für die Single 34+35 - Neuseeland - 2024: für die Single Thank U, Next - 2025: für die Single 7 Rings - Vereinigte Staaten - 2024: für die Single Break Free - 2025: für die Single Break Up With Your Girlfriend, I’m Bored - Australien - 2021: für die Single Problem - 2023: für die Single Break Free - 2023: für die Single No Tears Left to Cry - 2023: für die Single One Last Time - Kanada - 2024: für die Single Rain on Me - 2024: für die Single Dangerous Woman - 2025: für die Single Positions - Neuseeland - 2025: für die Single Die for You (Remix) - Norwegen - 2020: für das Album My Everything - Schweden - 2023: für die Single Save Your Tears (Remix) - Vereinigte Staaten - 2021: für die Single Side to Side - 2023: für die Single No Tears Left To Cry - 2025: für die Single The Way - Australien - 2023: für die Single Into You - 2023: für die Single Side to Side - Kanada - 2024: für die Single No Tears Left to Cry - Neuseeland - 2025: für die Single Save Your Tears (Remix) - Australien - 2023: für die Single 7 Rings - 2023: für die Single Thank U, Next - Kanada - 2024: für die Single Side to Side - 2025: für die Single Into You - Vereinigte Staaten - 2024: für die Single Thank U, Next - 2024: für die Single Problem - Kanada - 2024: für die Single Thank U, Next - Brasilien - 2020: für das Album Thank U, Next - 2021: für die Autorenbeteiligung Motivation (Normani) - 2023: für die Single Boyfriend - 2023: für die Single Break Free - 2023: für die Single Focus - 2023: für die Single Love Me Harder - 2023: für die Single POV - 2023: für die Single Breathin - 2023: für die Single Break Up With Your Girlfriend, I’m Bored - 2023: für die Single One Last Time - 2023: für die Single Don’t Call Me Angel - 2024: für die Autorenbeteiligung Ice Cream (Blackpink × Selena Gomez) - 2025: für das Album My Everything - 2025: für die Single The Boy Is Mine - Frankreich - 2020: für die Single 7 Rings - 2023: für die Single Thank U, Next - 2024: für die Single No Tears Left to Cry - Kanada - 2024: für die Single 7 Rings - Polen - 2021: für die Single 7 Rings - Vereinigte Staaten - 2024: für die Single Bang Bang - 2025: für die Single 7 Rings - Brasilien - 2023: für die Single Problem - 2023: für die Single Into You - 2023: für die Single Stuck with U - 2023: für die Single Dangerous Woman - 2025: für die Single We Can’t Be Friends (Wait for Your Love) - Brasilien - 2023: für die Single Side to Side - 2023: für die Single No Tears Left to Cry - 2023: für die Single God Is a Woman - 2024: für die Single Bang Bang - 2024: für die Single Rain on Me - 2024: für die Single 34+35 - Brasilien - 2023: für die Single Positions - 2023: für die Single Thank U, Next - Brasilien - 2023: für die Single 7 Rings |

## Auszeichnungen nach Alben

### Yours Truly
| Land/Region                  | Auszeichnungen für Musikverkäufe (Land/Region, Auszeichnung, Verkäufe) | Verkäufe  |
| ---------------------------- | ---------------------------------------------------------------------- | --------- |
| Japan (RIAJ)                 | Gold                                                                   | 125.000   |
| Kanada (MC)                  | Platin                                                                 | 80.000    |
| Neuseeland (RMNZ)            | Platin                                                                 | 15.000    |
| Norwegen (IFPI)              | Gold                                                                   | 10.000    |
| Philippinen (PARI)           | Gold                                                                   | 7.500     |
| Polen (ZPAV)                 | Gold                                                                   | 10.000    |
| Schweiz (IFPI)               | Gold                                                                   | 10.000    |
| Singapur (RIAS)              | Gold                                                                   | 5.000     |
| Vereinigte Staaten (RIAA)    | Platin                                                                 | 1.000.000 |
| Vereinigtes Königreich (BPI) | Gold                                                                   | 100.000   |
| Insgesamt                    | 7× Gold · 3× Platin ·                                                  | 1.362.500 |

### Christmas Kisses
| Land/Region               | Auszeichnungen für Musikverkäufe (Land/Region, Auszeichnung, Verkäufe) | Verkäufe |
| ------------------------- | ---------------------------------------------------------------------- | -------- |
| Neuseeland (RMNZ)         | Gold                                                                   | 7.500    |
| Vereinigte Staaten (RIAA) | —                                                                      | 16.000   |
| Insgesamt                 | 1× Gold ·                                                              | 23.500   |

### My Everything
| Land/Region                  | Auszeichnungen für Musikverkäufe (Land/Region, Auszeichnung, Verkäufe) | Verkäufe  |
| ---------------------------- | ---------------------------------------------------------------------- | --------- |
| Argentinien (CAPIF)          | Gold                                                                   | 15.000    |
| Australien (ARIA)            | Platin                                                                 | 70.000    |
| Brasilien (PMB)              | Diamant                                                                | 160.000   |
| Chile (IFPI)                 | Platin                                                                 | 10.000    |
| Dänemark (IFPI)              | 3× Platin                                                              | 60.000    |
| Deutschland (BVMI)           | Gold                                                                   | 100.000   |
| Finnland (IFPI)              | 2× Platin                                                              | 40.000    |
| Frankreich (SNEP)            | Platin                                                                 | 100.000   |
| Indonesien (ASIRI)           | 3× Platin                                                              | 30.000    |
| Italien (FIMI)               | Platin                                                                 | 50.000    |
| Japan (RIAJ)                 | Gold                                                                   | 181.000   |
| Kanada (MC)                  | 5× Platin                                                              | 400.000   |
| Mexiko (AMPROFON)            | 3× Platin                                                              | 180.000   |
| Neuseeland (RMNZ)            | 4× Platin                                                              | 60.000    |
| Niederlande (NVPI)           | Platin                                                                 | 40.000    |
| Norwegen (IFPI)              | 6× Platin                                                              | 120.000   |
| Österreich (IFPI)            | Platin                                                                 | 15.000    |
| Philippinen (PARI)           | 2× Platin                                                              | 30.000    |
| Polen (ZPAV)                 | Platin                                                                 | 20.000    |
| Schweden (IFPI)              | Platin                                                                 | 40.000    |
| Schweiz (IFPI)               | 3× Platin                                                              | 60.000    |
| Singapur (RIAS)              | Platin                                                                 | 10.000    |
| Thailand (TECA)              | Gold                                                                   | 5.000     |
| Vereinigte Staaten (RIAA)    | 4× Platin                                                              | 4.000.000 |
| Vereinigtes Königreich (BPI) | 2× Platin                                                              | 600.000   |
| Insgesamt                    | 4× Gold · 46× Platin · 1× Diamant ·                                    | 6.397.000 |

### The Remix
| Land/Region  | Auszeichnungen für Musikverkäufe (Land/Region, Auszeichnung, Verkäufe) | Verkäufe |
| ------------ | ---------------------------------------------------------------------- | -------- |
| Japan (RIAJ) | —                                                                      | 1.542    |
| Insgesamt    | —                                                                      | 1.542    |

### Christmas & Chill
| Land/Region               | Auszeichnungen für Musikverkäufe (Land/Region, Auszeichnung, Verkäufe) | Verkäufe |
| ------------------------- | ---------------------------------------------------------------------- | -------- |
| Vereinigte Staaten (RIAA) | —                                                                      | 52.000   |
| Insgesamt                 | —                                                                      | 52.000   |

### Dangerous Woman
| Land/Region                  | Auszeichnungen für Musikverkäufe (Land/Region, Auszeichnung, Verkäufe) | Verkäufe  |
| ---------------------------- | ---------------------------------------------------------------------- | --------- |
| Australien (ARIA)            | Platin                                                                 | 70.000    |
| Brasilien (PMB)              | 2× Platin                                                              | 80.000    |
| Dänemark (IFPI)              | 2× Platin                                                              | 40.000    |
| Deutschland (BVMI)           | Gold                                                                   | 100.000   |
| Finnland (IFPI)              | 2× Platin                                                              | 40.000    |
| Frankreich (SNEP)            | Platin                                                                 | 100.000   |
| Italien (FIMI)               | Platin                                                                 | 50.000    |
| Japan (RIAJ)                 | Gold                                                                   | 100.000   |
| Kanada (MC)                  | 4× Platin                                                              | 320.000   |
| Mexiko (AMPROFON)            | 3× Platin                                                              | 180.000   |
| Neuseeland (RMNZ)            | 4× Platin                                                              | 60.000    |
| Norwegen (IFPI)              | 2× Platin                                                              | 40.000    |
| Österreich (IFPI)            | Platin                                                                 | 15.000    |
| Polen (ZPAV)                 | 4× Platin                                                              | 80.000    |
| Portugal (AFP)               | Gold                                                                   | 3.500     |
| Schweden (IFPI)              | Gold                                                                   | 20.000    |
| Schweiz (IFPI)               | 3× Platin                                                              | 60.000    |
| Singapur (RIAS)              | 2× Platin                                                              | 20.000    |
| Thailand (TECA)              | Platin                                                                 | 10.000    |
| Vereinigte Staaten (RIAA)    | 2× Platin                                                              | 2.000.000 |
| Vereinigtes Königreich (BPI) | Platin                                                                 | 486.000   |
| Insgesamt                    | 4× Gold · 36× Platin ·                                                 | 3.874.500 |

### The Best
| Land/Region  | Auszeichnungen für Musikverkäufe (Land/Region, Auszeichnung, Verkäufe) | Verkäufe |
| ------------ | ---------------------------------------------------------------------- | -------- |
| Japan (RIAJ) | —                                                                      | 23.083   |
| Insgesamt    | —                                                                      | 23.083   |

### Sweetener
| Land/Region                  | Auszeichnungen für Musikverkäufe (Land/Region, Auszeichnung, Verkäufe) | Verkäufe  |
| ---------------------------- | ---------------------------------------------------------------------- | --------- |
| Australien (ARIA)            | Platin                                                                 | 70.000    |
| Brasilien (PMB)              | Gold                                                                   | 20.000    |
| Dänemark (IFPI)              | Platin                                                                 | 20.000    |
| Finnland (IFPI)              | 2× Platin                                                              | 40.000    |
| Frankreich (SNEP)            | Gold                                                                   | 50.000    |
| Italien (FIMI)               | Platin                                                                 | 50.000    |
| Japan (RIAJ)                 | —                                                                      | 11.254    |
| Kanada (MC)                  | 3× Platin                                                              | 240.000   |
| Mexiko (AMPROFON)            | Gold                                                                   | 30.000    |
| Neuseeland (RMNZ)            | 2× Platin                                                              | 30.000    |
| Norwegen (IFPI)              | Platin                                                                 | 20.000    |
| Österreich (IFPI)            | Gold                                                                   | 7.500     |
| Polen (ZPAV)                 | 3× Platin                                                              | 60.000    |
| Portugal (AFP)               | Gold                                                                   | 3.500     |
| Schweden (IFPI)              | Gold                                                                   | 15.000    |
| Schweiz (IFPI)               | Platin                                                                 | 20.000    |
| Singapur (RIAS)              | Platin                                                                 | 10.000    |
| Spanien (Promusicae)         | Gold                                                                   | 20.000    |
| Vereinigte Staaten (RIAA)    | 2× Platin                                                              | 2.000.000 |
| Vereinigtes Königreich (BPI) | Platin                                                                 | 300.000   |
| Insgesamt                    | 7× Gold · 19× Platin ·                                                 | 3.017.054 |

### Thank U, Next
| Land/Region                  | Auszeichnungen für Musikverkäufe (Land/Region, Auszeichnung, Verkäufe) | Verkäufe  |
| ---------------------------- | ---------------------------------------------------------------------- | --------- |
| Australien (ARIA)            | Platin                                                                 | 70.000    |
| Belgien (BRMA)               | Gold                                                                   | 10.000    |
| Brasilien (PMB)              | Diamant                                                                | 160.000   |
| Dänemark (IFPI)              | 2× Platin                                                              | 40.000    |
| Deutschland (BVMI)           | Gold                                                                   | 100.000   |
| Finnland (IFPI)              | 2× Platin                                                              | 40.000    |
| Frankreich (SNEP)            | Platin                                                                 | 100.000   |
| Italien (FIMI)               | Platin                                                                 | 50.000    |
| Kanada (MC)                  | 4× Platin                                                              | 320.000   |
| Mexiko (AMPROFON)            | Platin                                                                 | 60.000    |
| Neuseeland (RMNZ)            | 3× Platin                                                              | 45.000    |
| Norwegen (IFPI)              | 4× Platin                                                              | 80.000    |
| Österreich (IFPI)            | Platin                                                                 | 15.000    |
| Polen (ZPAV)                 | 4× Platin                                                              | 80.000    |
| Portugal (AFP)               | Gold                                                                   | 3.500     |
| Schweden (IFPI)              | Platin                                                                 | 30.000    |
| Schweiz (IFPI)               | 4× Platin                                                              | 80.000    |
| Singapur (RIAS)              | 2× Platin                                                              | 20.000    |
| Spanien (Promusicae)         | Gold                                                                   | 20.000    |
| Vereinigte Staaten (RIAA)    | 2× Platin                                                              | 2.000.000 |
| Vereinigtes Königreich (BPI) | Platin                                                                 | 494.000   |
| Insgesamt                    | 4× Gold · 34× Platin · 1× Diamant ·                                    | 3.817.500 |

### K Bye for Now
| Land/Region               | Auszeichnungen für Musikverkäufe (Land/Region, Auszeichnung, Verkäufe) | Verkäufe |
| ------------------------- | ---------------------------------------------------------------------- | -------- |
| Vereinigte Staaten (RIAA) | —                                                                      | 4.000    |
| Insgesamt                 | —                                                                      | 4.000    |

### Positions
| Land/Region                  | Auszeichnungen für Musikverkäufe (Land/Region, Auszeichnung, Verkäufe) | Verkäufe  |
| ---------------------------- | ---------------------------------------------------------------------- | --------- |
| Australien (ARIA)            | Gold                                                                   | 35.000    |
| Dänemark (IFPI)              | Platin                                                                 | 20.000    |
| Frankreich (SNEP)            | Platin                                                                 | 100.000   |
| Italien (FIMI)               | Gold                                                                   | 25.000    |
| Kanada (MC)                  | 2× Platin                                                              | 160.000   |
| Mexiko (AMPROFON)            | Platin                                                                 | 60.000    |
| Neuseeland (RMNZ)            | 2× Platin                                                              | 30.000    |
| Norwegen (IFPI)              | Platin                                                                 | 20.000    |
| Österreich (IFPI)            | Gold                                                                   | 7.500     |
| Polen (ZPAV)                 | 3× Platin                                                              | 60.000    |
| Portugal (AFP)               | Gold                                                                   | 7.500     |
| Schweiz (IFPI)               | 2× Platin                                                              | 40.000    |
| Singapur (RIAS)              | Gold                                                                   | 5.000     |
| Spanien (Promusicae)         | Gold                                                                   | 20.000    |
| Vereinigte Staaten (RIAA)    | Platin                                                                 | 1.000.000 |
| Vereinigtes Königreich (BPI) | Platin                                                                 | 300.000   |
| Insgesamt                    | 6× Gold · 15× Platin ·                                                 | 1.890.000 |

### Eternal Sunshine
| Land/Region                  | Auszeichnungen für Musikverkäufe (Land/Region, Auszeichnung, Verkäufe) | Verkäufe  |
| ---------------------------- | ---------------------------------------------------------------------- | --------- |
| Australien (ARIA)            | Gold                                                                   | 35.000    |
| Belgien (BRMA)               | Platin                                                                 | 20.000    |
| Brasilien (PMB)              | 2× Platin                                                              | 80.000    |
| Dänemark (IFPI)              | Gold                                                                   | 10.000    |
| Frankreich (SNEP)            | Platin                                                                 | 100.000   |
| Italien (FIMI)               | Gold                                                                   | 25.000    |
| Kanada (MC)                  | Platin                                                                 | 80.000    |
| Neuseeland (RMNZ)            | Platin                                                                 | 15.000    |
| Polen (ZPAV)                 | Platin                                                                 | 20.000    |
| Portugal (AFP)               | Gold                                                                   | 3.500     |
| Spanien (Promusicae)         | Gold                                                                   | 20.000    |
| Vereinigte Staaten (RIAA)    | Platin                                                                 | 1.000.000 |
| Vereinigtes Königreich (BPI) | Gold                                                                   | 100.000   |
| Insgesamt                    | 6× Gold · 8× Platin ·                                                  | 1.508.500 |

### Wicked
| Land/Region                  | Auszeichnungen für Musikverkäufe (Land/Region, Auszeichnung, Verkäufe) | Verkäufe |
| ---------------------------- | ---------------------------------------------------------------------- | -------- |
| Vereinigtes Königreich (BPI) | Gold                                                                   | 100.000  |
| Insgesamt                    | 1× Gold ·                                                              | 100.000  |

## Auszeichnungen nach Singles

### Put Your Hearts Up
| Land/Region               | Auszeichnungen für Musikverkäufe (Land/Region, Auszeichnung, Verkäufe) | Verkäufe |
| ------------------------- | ---------------------------------------------------------------------- | -------- |
| Vereinigte Staaten (RIAA) | Gold                                                                   | 500.000  |
| Insgesamt                 | 1× Gold ·                                                              | 500.000  |

### Popular Song
| Land/Region                  | Auszeichnungen für Musikverkäufe (Land/Region, Auszeichnung, Verkäufe) | Verkäufe |
| ---------------------------- | ---------------------------------------------------------------------- | -------- |
| Brasilien (PMB)              | Gold                                                                   | 30.000   |
| Vereinigte Staaten (RIAA)    | Gold                                                                   | 500.000  |
| Vereinigtes Königreich (BPI) | Silber                                                                 | 200.000  |
| Insgesamt                    | 1× Silber · 2× Gold ·                                                  | 730.000  |

### The Way
| Land/Region                  | Auszeichnungen für Musikverkäufe (Land/Region, Auszeichnung, Verkäufe) | Verkäufe  |
| ---------------------------- | ---------------------------------------------------------------------- | --------- |
| Australien (ARIA)            | 2× Platin                                                              | 140.000   |
| Brasilien (PMB)              | Platin                                                                 | 60.000    |
| Kanada (MC)                  | Platin                                                                 | 80.000    |
| Neuseeland (RMNZ)            | Platin                                                                 | 30.000    |
| Norwegen (IFPI)              | Platin                                                                 | 60.000    |
| Vereinigte Staaten (RIAA)    | 6× Platin                                                              | 6.000.000 |
| Vereinigtes Königreich (BPI) | Gold                                                                   | 400.000   |
| Insgesamt                    | 1× Gold · 12× Platin ·                                                 | 6.770.000 |

### Baby I
| Land/Region               | Auszeichnungen für Musikverkäufe (Land/Region, Auszeichnung, Verkäufe) | Verkäufe  |
| ------------------------- | ---------------------------------------------------------------------- | --------- |
| Australien (ARIA)         | Gold                                                                   | 35.000    |
| Brasilien (PMB)           | Gold                                                                   | 30.000    |
| Japan (RIAJ)              | Gold                                                                   | 100.000   |
| Vereinigte Staaten (RIAA) | Platin                                                                 | 1.000.000 |
| Insgesamt                 | 3× Gold · 1× Platin ·                                                  | 1.165.000 |

### Right There
| Land/Region               | Auszeichnungen für Musikverkäufe (Land/Region, Auszeichnung, Verkäufe) | Verkäufe  |
| ------------------------- | ---------------------------------------------------------------------- | --------- |
| Australien (ARIA)         | Gold                                                                   | 35.000    |
| Brasilien (PMB)           | Platin                                                                 | 60.000    |
| Vereinigte Staaten (RIAA) | Platin                                                                 | 1.000.000 |
| Insgesamt                 | 1× Gold · 2× Platin ·                                                  | 1.095.000 |

### Almost Is Never Enough
| Land/Region                  | Auszeichnungen für Musikverkäufe (Land/Region, Auszeichnung, Verkäufe) | Verkäufe  |
| ---------------------------- | ---------------------------------------------------------------------- | --------- |
| Australien (ARIA)            | Platin                                                                 | 70.000    |
| Brasilien (PMB)              | Gold                                                                   | 30.000    |
| Neuseeland (RMNZ)            | Platin                                                                 | 30.000    |
| Vereinigte Staaten (RIAA)    | Platin                                                                 | 1.000.000 |
| Vereinigtes Königreich (BPI) | Silber                                                                 | 200.000   |
| Insgesamt                    | 1× Silber · 1× Gold · 3× Platin ·                                      | 1.330.000 |

### Last Christmas
| Land/Region                  | Auszeichnungen für Musikverkäufe (Land/Region, Auszeichnung, Verkäufe) | Verkäufe |
| ---------------------------- | ---------------------------------------------------------------------- | -------- |
| Australien (ARIA)            | Gold                                                                   | 35.000   |
| Vereinigtes Königreich (BPI) | Silber                                                                 | 200.000  |
| Insgesamt                    | 1× Silber · 1× Gold ·                                                  | 235.000  |

### Santa Baby
| Land/Region                  | Auszeichnungen für Musikverkäufe (Land/Region, Auszeichnung, Verkäufe) | Verkäufe |
| ---------------------------- | ---------------------------------------------------------------------- | -------- |
| Australien (ARIA)            | Gold                                                                   | 35.000   |
| Vereinigtes Königreich (BPI) | Silber                                                                 | 200.000  |
| Insgesamt                    | 1× Silber · 1× Gold ·                                                  | 235.000  |

### Problem
| Land/Region                  | Auszeichnungen für Musikverkäufe (Land/Region, Auszeichnung, Verkäufe) | Verkäufe   |
| ---------------------------- | ---------------------------------------------------------------------- | ---------- |
| Australien (ARIA)            | 6× Platin                                                              | 420.000    |
| Brasilien (PMB)              | 2× Diamant                                                             | 500.000    |
| Deutschland (BVMI)           | Platin                                                                 | 300.000    |
| Frankreich (SNEP)            | —                                                                      | 36.600     |
| Italien (FIMI)               | 2× Platin                                                              | 60.000     |
| Japan (RIAJ)                 | Platin                                                                 | 250.000    |
| Kanada (MC)                  | 4× Platin                                                              | 320.000    |
| Mexiko (AMPROFON)            | Gold                                                                   | 30.000     |
| Neuseeland (RMNZ)            | 2× Platin                                                              | 30.000     |
| Niederlande (NVPI)           | 2× Platin                                                              | 60.000     |
| Norwegen (IFPI)              | 4× Platin                                                              | 240.000    |
| Österreich (IFPI)            | Gold                                                                   | 15.000     |
| Portugal (AFP)               | Gold                                                                   | 5.000      |
| Schweden (IFPI)              | 3× Platin                                                              | 120.000    |
| Schweiz (IFPI)               | Gold                                                                   | 15.000     |
| Spanien (Promusicae)         | Platin                                                                 | 40.000     |
| Vereinigte Staaten (RIAA)    | 8× Platin                                                              | 8.000.000  |
| Vereinigtes Königreich (BPI) | 2× Platin                                                              | 1.200.000  |
| Insgesamt                    | 4× Gold · 36× Platin · 2× Diamant ·                                    | 11.641.600 |

### Break Free
| Land/Region                  | Auszeichnungen für Musikverkäufe (Land/Region, Auszeichnung, Verkäufe) | Verkäufe  |
| ---------------------------- | ---------------------------------------------------------------------- | --------- |
| Australien (ARIA)            | 6× Platin                                                              | 420.000   |
| Brasilien (PMB)              | Diamant                                                                | 250.000   |
| Deutschland (BVMI)           | Platin                                                                 | 400.000   |
| Italien (FIMI)               | 2× Platin                                                              | 100.000   |
| Japan (RIAJ)                 | Platin                                                                 | 250.000   |
| Kanada (MC)                  | 5× Platin                                                              | 400.000   |
| Neuseeland (RMNZ)            | 2× Platin                                                              | 60.000    |
| Niederlande (NVPI)           | 2× Platin                                                              | 60.000    |
| Norwegen (IFPI)              | 4× Platin                                                              | 240.000   |
| Österreich (IFPI)            | Platin                                                                 | 30.000    |
| Portugal (AFP)               | Gold                                                                   | 5.000     |
| Schweden (IFPI)              | 4× Platin                                                              | 160.000   |
| Schweiz (IFPI)               | Gold                                                                   | 15.000    |
| Spanien (Promusicae)         | Platin                                                                 | 40.000    |
| Vereinigte Staaten (RIAA)    | 5× Platin                                                              | 5.000.000 |
| Vereinigtes Königreich (BPI) | 2× Platin                                                              | 1.200.000 |
| Insgesamt                    | 2× Gold · 36× Platin · 1× Diamant ·                                    | 8.630.000 |

### Bang Bang
| Land/Region                  | Auszeichnungen für Musikverkäufe (Land/Region, Auszeichnung, Verkäufe) | Verkäufe   |
| ---------------------------- | ---------------------------------------------------------------------- | ---------- |
| Australien (ARIA)            | 5× Platin                                                              | 350.000    |
| Brasilien (PMB)              | 3× Diamant                                                             | 750.000    |
| Dänemark (IFPI)              | 2× Platin                                                              | 180.000    |
| Deutschland (BVMI)           | Platin                                                                 | 400.000    |
| Italien (FIMI)               | 2× Platin                                                              | 100.000    |
| Japan (RIAJ)                 | Gold                                                                   | 100.000    |
| Kanada (MC)                  | 6× Platin                                                              | 480.000    |
| Neuseeland (RMNZ)            | 4× Platin                                                              | 120.000    |
| Norwegen (IFPI)              | 4× Platin                                                              | 240.000    |
| Polen (ZPAV)                 | 4× Platin                                                              | 200.000    |
| Portugal (AFP)               | Platin                                                                 | 10.000     |
| Schweden (IFPI)              | 4× Platin                                                              | 320.000    |
| Spanien (Promusicae)         | 2× Platin                                                              | 120.000    |
| Ungarn (MAHASZ)              | Gold                                                                   | 2.000      |
| Vereinigte Staaten (RIAA)    | Diamant                                                                | 10.000.000 |
| Vereinigtes Königreich (BPI) | 3× Platin                                                              | 2.100.000  |
| Insgesamt                    | 2× Gold · 38× Platin · 4× Diamant ·                                    | 15.472.000 |

### Best Mistake
| Land/Region                  | Auszeichnungen für Musikverkäufe (Land/Region, Auszeichnung, Verkäufe) | Verkäufe  |
| ---------------------------- | ---------------------------------------------------------------------- | --------- |
| Australien (ARIA)            | Gold                                                                   | 35.000    |
| Brasilien (PMB)              | Gold                                                                   | 30.000    |
| Vereinigte Staaten (RIAA)    | Platin                                                                 | 1.000.000 |
| Vereinigtes Königreich (BPI) | Silber                                                                 | 200.000   |
| Insgesamt                    | 1× Silber · 2× Gold · 1× Platin ·                                      | 1.265.000 |

### Love Me Harder
| Land/Region                  | Auszeichnungen für Musikverkäufe (Land/Region, Auszeichnung, Verkäufe) | Verkäufe  |
| ---------------------------- | ---------------------------------------------------------------------- | --------- |
| Australien (ARIA)            | 4× Platin                                                              | 280.000   |
| Brasilien (PMB)              | Diamant                                                                | 250.000   |
| Dänemark (IFPI)              | Platin                                                                 | 60.000    |
| Deutschland (BVMI)           | Gold                                                                   | 200.000   |
| Italien (FIMI)               | Platin                                                                 | 30.000    |
| Kanada (MC)                  | 4× Platin                                                              | 320.000   |
| Neuseeland (RMNZ)            | 2× Platin                                                              | 60.000    |
| Norwegen (IFPI)              | 2× Platin                                                              | 120.000   |
| Österreich (IFPI)            | Gold                                                                   | 15.000    |
| Portugal (AFP)               | Gold                                                                   | 5.000     |
| Schweden (IFPI)              | 2× Platin                                                              | 160.000   |
| Spanien (Promusicae)         | Gold                                                                   | 20.000    |
| Vereinigte Staaten (RIAA)    | 5× Platin                                                              | 5.000.000 |
| Vereinigtes Königreich (BPI) | Platin                                                                 | 600.000   |
| Insgesamt                    | 4× Gold · 22× Platin · 1× Diamant ·                                    | 7.120.000 |

### Santa Tell Me
| Land/Region                  | Auszeichnungen für Musikverkäufe (Land/Region, Auszeichnung, Verkäufe) | Verkäufe  |
| ---------------------------- | ---------------------------------------------------------------------- | --------- |
| Australien (ARIA)            | 3× Platin                                                              | 210.000   |
| Brasilien (PMB)              | Platin                                                                 | 60.000    |
| Dänemark (IFPI)              | 4× Platin                                                              | 360.000   |
| Deutschland (BVMI)           | Platin                                                                 | 400.000   |
| Griechenland (IFPI)          | Platin                                                                 | 20.000    |
| Italien (FIMI)               | 2× Platin                                                              | 200.000   |
| Kanada (MC)                  | 5× Platin                                                              | 400.000   |
| Neuseeland (RMNZ)            | 2× Platin                                                              | 60.000    |
| Norwegen (IFPI)              | 3× Platin                                                              | 180.000   |
| Österreich (IFPI)            | 3× Platin                                                              | 90.000    |
| Portugal (AFP)               | Platin                                                                 | 10.000    |
| Schweden (IFPI)              | 3× Platin                                                              | 240.000   |
| Schweiz (IFPI)               | Gold                                                                   | 15.000    |
| Spanien (Promusicae)         | Platin                                                                 | 60.000    |
| Ungarn (MAHASZ)              | Platin                                                                 | 4.000     |
| Vereinigte Staaten (RIAA)    | 4× Platin                                                              | 4.000.000 |
| Vereinigtes Königreich (BPI) | 3× Platin                                                              | 1.980.000 |
| Insgesamt                    | 1× Gold · 37× Platin ·                                                 | 8.289.000 |

### One Last Time
| Land/Region                  | Auszeichnungen für Musikverkäufe (Land/Region, Auszeichnung, Verkäufe) | Verkäufe  |
| ---------------------------- | ---------------------------------------------------------------------- | --------- |
| Australien (ARIA)            | 6× Platin                                                              | 420.000   |
| Belgien (BRMA)               | Gold                                                                   | 15.000    |
| Brasilien (PMB)              | Diamant                                                                | 250.000   |
| Dänemark (IFPI)              | 2× Platin                                                              | 180.000   |
| Deutschland (BVMI)           | Gold                                                                   | 200.000   |
| Frankreich (SNEP)            | Gold                                                                   | 75.000    |
| Italien (FIMI)               | 3× Platin                                                              | 150.000   |
| Japan (RIAJ)                 | Gold                                                                   | 100.000   |
| Kanada (MC)                  | 5× Platin                                                              | 400.000   |
| Neuseeland (RMNZ)            | 3× Platin                                                              | 90.000    |
| Norwegen (IFPI)              | 3× Platin                                                              | 180.000   |
| Österreich (IFPI)            | Platin                                                                 | 30.000    |
| Polen (ZPAV)                 | 2× Platin                                                              | 40.000    |
| Portugal (AFP)               | Gold                                                                   | 5.000     |
| Schweden (IFPI)              | 3× Platin                                                              | 240.000   |
| Schweiz (IFPI)               | Gold                                                                   | 15.000    |
| Spanien (Promusicae)         | Platin                                                                 | 60.000    |
| Ungarn (MAHASZ)              | Gold                                                                   | 2.000     |
| Vereinigte Staaten (RIAA)    | 4× Platin                                                              | 4.000.000 |
| Vereinigtes Königreich (BPI) | 4× Platin                                                              | 2.400.000 |
| Insgesamt                    | 7× Gold · 37× Platin · 1× Diamant ·                                    | 8.852.000 |

### Focus
| Land/Region                  | Auszeichnungen für Musikverkäufe (Land/Region, Auszeichnung, Verkäufe) | Verkäufe  |
| ---------------------------- | ---------------------------------------------------------------------- | --------- |
| Australien (ARIA)            | Platin                                                                 | 70.000    |
| Brasilien (PMB)              | Diamant                                                                | 250.000   |
| Italien (FIMI)               | Platin                                                                 | 50.000    |
| Kanada (MC)                  | Gold                                                                   | 40.000    |
| Neuseeland (RMNZ)            | Gold                                                                   | 7.500     |
| Norwegen (IFPI)              | Gold                                                                   | 30.000    |
| Polen (ZPAV)                 | 2× Platin                                                              | 40.000    |
| Schweden (IFPI)              | Platin                                                                 | 40.000    |
| Spanien (Promusicae)         | Gold                                                                   | 20.000    |
| Südkorea (KMCA)              | —                                                                      | 56.768    |
| Vereinigte Staaten (RIAA)    | 2× Platin                                                              | 2.000.000 |
| Vereinigtes Königreich (BPI) | Gold                                                                   | 400.000   |
| Insgesamt                    | 5× Gold · 7× Platin · 1× Diamant ·                                     | 3.004.268 |

### Boys Like You
| Land/Region       | Auszeichnungen für Musikverkäufe (Land/Region, Auszeichnung, Verkäufe) | Verkäufe |
| ----------------- | ---------------------------------------------------------------------- | -------- |
| Neuseeland (RMNZ) | Gold                                                                   | 7.500    |
| Insgesamt         | 1× Gold ·                                                              | 7.500    |

### Dangerous Woman
| Land/Region                  | Auszeichnungen für Musikverkäufe (Land/Region, Auszeichnung, Verkäufe) | Verkäufe  |
| ---------------------------- | ---------------------------------------------------------------------- | --------- |
| Australien (ARIA)            | 4× Platin                                                              | 280.000   |
| Belgien (BRMA)               | Gold                                                                   | 15.000    |
| Brasilien (PMB)              | 2× Diamant                                                             | 500.000   |
| Dänemark (IFPI)              | Platin                                                                 | 90.000    |
| Frankreich (SNEP)            | Gold                                                                   | 66.666    |
| Deutschland (BVMI)           | Gold                                                                   | 200.000   |
| Italien (FIMI)               | Platin                                                                 | 50.000    |
| Kanada (MC)                  | 6× Platin                                                              | 480.000   |
| Neuseeland (RMNZ)            | 3× Platin                                                              | 90.000    |
| Norwegen (IFPI)              | Platin                                                                 | 60.000    |
| Österreich (IFPI)            | Gold                                                                   | 15.000    |
| Polen (ZPAV)                 | 2× Platin                                                              | 40.000    |
| Portugal (AFP)               | Platin                                                                 | 10.000    |
| Schweden (IFPI)              | 2× Platin                                                              | 160.000   |
| Schweiz (IFPI)               | Gold                                                                   | 15.000    |
| Spanien (Promusicae)         | Platin                                                                 | 60.000    |
| Ungarn (MAHASZ)              | Gold                                                                   | 2.000     |
| Vereinigte Staaten (RIAA)    | 4× Platin                                                              | 4.000.000 |
| Vereinigtes Königreich (BPI) | 2× Platin                                                              | 1.200.000 |
| Insgesamt                    | 6× Gold · 28× Platin · 2× Diamant ·                                    | 7.333.666 |

### Be Alright
| Land/Region                  | Auszeichnungen für Musikverkäufe (Land/Region, Auszeichnung, Verkäufe) | Verkäufe  |
| ---------------------------- | ---------------------------------------------------------------------- | --------- |
| Australien (ARIA)            | Platin                                                                 | 70.000    |
| Brasilien (PMB)              | Platin                                                                 | 60.000    |
| Neuseeland (RMNZ)            | Gold                                                                   | 15.000    |
| Vereinigte Staaten (RIAA)    | Platin                                                                 | 1.000.000 |
| Vereinigtes Königreich (BPI) | Gold                                                                   | 400.000   |
| Insgesamt                    | 2× Gold · 3× Platin ·                                                  | 1.545.000 |

### Let Me Love You
| Land/Region                  | Auszeichnungen für Musikverkäufe (Land/Region, Auszeichnung, Verkäufe) | Verkäufe  |
| ---------------------------- | ---------------------------------------------------------------------- | --------- |
| Australien (ARIA)            | Platin                                                                 | 70.000    |
| Brasilien (PMB)              | 2× Platin                                                              | 120.000   |
| Polen (ZPAV)                 | Gold                                                                   | 10.000    |
| Portugal (AFP)               | Gold                                                                   | 5.000     |
| Vereinigte Staaten (RIAA)    | Platin                                                                 | 1.000.000 |
| Vereinigtes Königreich (BPI) | Gold                                                                   | 400.000   |
| Insgesamt                    | 3× Gold · 4× Platin ·                                                  | 1.605.000 |

### Into You
| Land/Region                  | Auszeichnungen für Musikverkäufe (Land/Region, Auszeichnung, Verkäufe) | Verkäufe  |
| ---------------------------- | ---------------------------------------------------------------------- | --------- |
| Australien (ARIA)            | 7× Platin                                                              | 490.000   |
| Belgien (BRMA)               | Gold                                                                   | 15.000    |
| Brasilien (PMB)              | 2× Diamant                                                             | 500.000   |
| Dänemark (IFPI)              | Platin                                                                 | 90.000    |
| Deutschland (BVMI)           | Platin                                                                 | 400.000   |
| Frankreich (SNEP)            | Gold                                                                   | 66.666    |
| Italien (FIMI)               | 2× Platin                                                              | 100.000   |
| Kanada (MC)                  | 8× Platin                                                              | 640.000   |
| Neuseeland (RMNZ)            | 4× Platin                                                              | 120.000   |
| Norwegen (IFPI)              | 2× Platin                                                              | 120.000   |
| Österreich (IFPI)            | Platin                                                                 | 30.000    |
| Polen (ZPAV)                 | 4× Platin                                                              | 200.000   |
| Portugal (AFP)               | Platin                                                                 | 10.000    |
| Schweden (IFPI)              | 3× Platin                                                              | 240.000   |
| Schweiz (IFPI)               | Gold                                                                   | 15.000    |
| Spanien (Promusicae)         | Platin                                                                 | 60.000    |
| Ungarn (MAHASZ)              | Gold                                                                   | 2.000     |
| Vereinigte Staaten (RIAA)    | 4× Platin                                                              | 4.000.000 |
| Vereinigtes Königreich (BPI) | 3× Platin                                                              | 1.800.000 |
| Insgesamt                    | 4× Gold · 42× Platin · 2× Diamant ·                                    | 8.899.666 |

### Side to Side
| Land/Region                  | Auszeichnungen für Musikverkäufe (Land/Region, Auszeichnung, Verkäufe) | Verkäufe   |
| ---------------------------- | ---------------------------------------------------------------------- | ---------- |
| Australien (ARIA)            | 7× Platin                                                              | 490.000    |
| Belgien (BRMA)               | Gold                                                                   | 15.000     |
| Brasilien (PMB)              | 3× Diamant                                                             | 750.000    |
| Dänemark (IFPI)              | Platin                                                                 | 90.000     |
| Deutschland (BVMI)           | Platin                                                                 | 400.000    |
| Frankreich (SNEP)            | Platin                                                                 | 133.333    |
| Italien (FIMI)               | 2× Platin                                                              | 100.000    |
| Kanada (MC)                  | 8× Platin                                                              | 640.000    |
| Neuseeland (RMNZ)            | 4× Platin                                                              | 120.000    |
| Norwegen (IFPI)              | 3× Platin                                                              | 180.000    |
| Österreich (IFPI)            | Platin                                                                 | 30.000     |
| Polen (ZPAV)                 | 4× Platin                                                              | 80.000     |
| Portugal (AFP)               | 2× Platin                                                              | 20.000     |
| Spanien (Promusicae)         | 2× Platin                                                              | 120.000    |
| Schweden (IFPI)              | 3× Platin                                                              | 240.000    |
| Schweiz (IFPI)               | Platin                                                                 | 30.000     |
| Ungarn (MAHASZ)              | Gold                                                                   | 2.000      |
| Vereinigte Staaten (RIAA)    | 6× Platin                                                              | 6.000.000  |
| Vereinigtes Königreich (BPI) | 3× Platin                                                              | 1.800.000  |
| Insgesamt                    | 2× Gold · 49× Platin · 3× Diamant ·                                    | 11.240.333 |

### My Favorite Part
| Land/Region                  | Auszeichnungen für Musikverkäufe (Land/Region, Auszeichnung, Verkäufe) | Verkäufe  |
| ---------------------------- | ---------------------------------------------------------------------- | --------- |
| Neuseeland (RMNZ)            | Platin                                                                 | 30.000    |
| Polen (ZPAV)                 | Gold                                                                   | 25.000    |
| Portugal (AFP)               | Gold                                                                   | 5.000     |
| Vereinigte Staaten (RIAA)    | Platin                                                                 | 1.000.000 |
| Vereinigtes Königreich (BPI) | Silber                                                                 | 200.000   |
| Insgesamt                    | 1× Silber · 2× Gold · 2× Platin ·                                      | 1.260.000 |

### Faith
| Land/Region                  | Auszeichnungen für Musikverkäufe (Land/Region, Auszeichnung, Verkäufe) | Verkäufe |
| ---------------------------- | ---------------------------------------------------------------------- | -------- |
| Italien (FIMI)               | Gold                                                                   | 25.000   |
| Vereinigtes Königreich (BPI) | Silber                                                                 | 200.000  |
| Insgesamt                    | 1× Silber · 1× Gold ·                                                  | 225.000  |

### Everyday
| Land/Region                  | Auszeichnungen für Musikverkäufe (Land/Region, Auszeichnung, Verkäufe) | Verkäufe  |
| ---------------------------- | ---------------------------------------------------------------------- | --------- |
| Australien (ARIA)            | Platin                                                                 | 70.000    |
| Brasilien (PMB)              | 3× Platin                                                              | 120.000   |
| Kanada (MC)                  | 2× Platin                                                              | 160.000   |
| Neuseeland (RMNZ)            | Platin                                                                 | 30.000    |
| Polen (ZPAV)                 | Gold                                                                   | 25.000    |
| Vereinigte Staaten (RIAA)    | Platin                                                                 | 1.000.000 |
| Vereinigtes Königreich (BPI) | Gold                                                                   | 400.000   |
| Insgesamt                    | 2× Gold · 8× Platin ·                                                  | 1.805.000 |

### Beauty and the Beast
| Land/Region                  | Auszeichnungen für Musikverkäufe (Land/Region, Auszeichnung, Verkäufe) | Verkäufe  |
| ---------------------------- | ---------------------------------------------------------------------- | --------- |
| Australien (ARIA)            | Platin                                                                 | 70.000    |
| Brasilien (PMB)              | 2× Platin                                                              | 80.000    |
| Japan (RIAJ)                 | Gold                                                                   | 100.000   |
| Vereinigte Staaten (RIAA)    | Platin                                                                 | 1.000.000 |
| Vereinigtes Königreich (BPI) | Silber                                                                 | 200.000   |
| Insgesamt                    | 1× Silber · 1× Gold · 4× Platin ·                                      | 1.450.000 |

### Heatstroke
| Land/Region                  | Auszeichnungen für Musikverkäufe (Land/Region, Auszeichnung, Verkäufe) | Verkäufe |
| ---------------------------- | ---------------------------------------------------------------------- | -------- |
| Australien (ARIA)            | Platin                                                                 | 70.000   |
| Kanada (MC)                  | Gold                                                                   | 40.000   |
| Mexiko (AMPROFON)            | Gold                                                                   | 30.000   |
| Neuseeland (RMNZ)            | Platin                                                                 | 30.000   |
| Vereinigte Staaten (RIAA)    | Gold                                                                   | 500.000  |
| Vereinigtes Königreich (BPI) | Silber                                                                 | 200.000  |
| Insgesamt                    | 1× Silber · 3× Gold · 2× Platin ·                                      | 870.000  |

### Quit
| Land/Region               | Auszeichnungen für Musikverkäufe (Land/Region, Auszeichnung, Verkäufe) | Verkäufe |
| ------------------------- | ---------------------------------------------------------------------- | -------- |
| Brasilien (PMB)           | Gold                                                                   | 45.000   |
| Vereinigte Staaten (RIAA) | Gold                                                                   | 500.000  |
| Insgesamt                 | 2× Gold ·                                                              | 545.000  |

### No Tears Left to Cry
| Land/Region                  | Auszeichnungen für Musikverkäufe (Land/Region, Auszeichnung, Verkäufe) | Verkäufe   |
| ---------------------------- | ---------------------------------------------------------------------- | ---------- |
| Australien (ARIA)            | 6× Platin                                                              | 420.000    |
| Belgien (BRMA)               | Platin                                                                 | 30.000     |
| Brasilien (PMB)              | 3× Diamant                                                             | 480.000    |
| Dänemark (IFPI)              | Platin                                                                 | 90.000     |
| Deutschland (BVMI)           | Gold                                                                   | 200.000    |
| Frankreich (SNEP)            | Diamant                                                                | 333.333    |
| Italien (FIMI)               | Platin                                                                 | 50.000     |
| Kanada (MC)                  | 7× Platin                                                              | 560.000    |
| Mexiko (AMPROFON)            | 2× Platin                                                              | 120.000    |
| Neuseeland (RMNZ)            | 3× Platin                                                              | 90.000     |
| Norwegen (IFPI)              | 3× Platin                                                              | 180.000    |
| Österreich (IFPI)            | Platin                                                                 | 30.000     |
| Polen (ZPAV)                 | 4× Platin                                                              | 80.000     |
| Portugal (AFP)               | Platin                                                                 | 10.000     |
| Schweden (IFPI)              | 3× Platin                                                              | 240.000    |
| Spanien (Promusicae)         | Platin                                                                 | 60.000     |
| Ungarn (MAHASZ)              | Gold                                                                   | 2.000      |
| Vereinigte Staaten (RIAA)    | 6× Platin                                                              | 6.000.000  |
| Vereinigtes Königreich (BPI) | 3× Platin                                                              | 1.970.000  |
| Insgesamt                    | 2× Gold · 43× Platin · 4× Diamant ·                                    | 10.945.333 |

### Dance to This
| Land/Region                  | Auszeichnungen für Musikverkäufe (Land/Region, Auszeichnung, Verkäufe) | Verkäufe  |
| ---------------------------- | ---------------------------------------------------------------------- | --------- |
| Australien (ARIA)            | Platin                                                                 | 70.000    |
| Brasilien (PMB)              | 2× Platin                                                              | 80.000    |
| Neuseeland (RMNZ)            | Gold                                                                   | 15.000    |
| Polen (ZPAV)                 | Gold                                                                   | 10.000    |
| Portugal (AFP)               | Gold                                                                   | 5.000     |
| Vereinigte Staaten (RIAA)    | Platin                                                                 | 1.000.000 |
| Vereinigtes Königreich (BPI) | Silber                                                                 | 200.000   |
| Insgesamt                    | 1× Silber · 3× Gold · 4× Platin ·                                      | 1.380.000 |

### Bed
| Land/Region                  | Auszeichnungen für Musikverkäufe (Land/Region, Auszeichnung, Verkäufe) | Verkäufe  |
| ---------------------------- | ---------------------------------------------------------------------- | --------- |
| Australien (ARIA)            | Platin                                                                 | 70.000    |
| Brasilien (PMB)              | Platin                                                                 | 40.000    |
| Kanada (MC)                  | Platin                                                                 | 80.000    |
| Neuseeland (RMNZ)            | Platin                                                                 | 30.000    |
| Vereinigte Staaten (RIAA)    | Gold                                                                   | 500.000   |
| Vereinigtes Königreich (BPI) | Gold                                                                   | 400.000   |
| Insgesamt                    | 2× Gold · 4× Platin ·                                                  | 1.120.000 |

### The Light Is Coming
| Land/Region       | Auszeichnungen für Musikverkäufe (Land/Region, Auszeichnung, Verkäufe) | Verkäufe |
| ----------------- | ---------------------------------------------------------------------- | -------- |
| Australien (ARIA) | Gold                                                                   | 35.000   |
| Brasilien (PMB)   | Platin                                                                 | 40.000   |
| Insgesamt         | 1× Gold · 1× Platin ·                                                  | 75.000   |

### God Is a Woman
| Land/Region                  | Auszeichnungen für Musikverkäufe (Land/Region, Auszeichnung, Verkäufe) | Verkäufe  |
| ---------------------------- | ---------------------------------------------------------------------- | --------- |
| Australien (ARIA)            | 4× Platin                                                              | 280.000   |
| Brasilien (PMB)              | 3× Diamant                                                             | 480.000   |
| Dänemark (IFPI)              | Platin                                                                 | 90.000    |
| Deutschland (BVMI)           | Gold                                                                   | 200.000   |
| Frankreich (SNEP)            | Platin                                                                 | 200.000   |
| Italien (FIMI)               | Gold                                                                   | 25.000    |
| Kanada (MC)                  | 5× Platin                                                              | 400.000   |
| Mexiko (AMPROFON)            | Platin                                                                 | 60.000    |
| Neuseeland (RMNZ)            | 2× Platin                                                              | 60.000    |
| Norwegen (IFPI)              | Platin                                                                 | 60.000    |
| Österreich (IFPI)            | Gold                                                                   | 15.000    |
| Polen (ZPAV)                 | 2× Platin                                                              | 100.000   |
| Portugal (AFP)               | Platin                                                                 | 10.000    |
| Schweden (IFPI)              | Gold                                                                   | 40.000    |
| Spanien (Promusicae)         | Platin                                                                 | 60.000    |
| Vereinigte Staaten (RIAA)    | 4× Platin                                                              | 4.000.000 |
| Vereinigtes Königreich (BPI) | 2× Platin                                                              | 1.200.000 |
| Insgesamt                    | 4× Gold · 25× Platin · 3× Diamant ·                                    | 7.280.000 |

### Breathin
| Land/Region                  | Auszeichnungen für Musikverkäufe (Land/Region, Auszeichnung, Verkäufe) | Verkäufe  |
| ---------------------------- | ---------------------------------------------------------------------- | --------- |
| Australien (ARIA)            | 3× Platin                                                              | 210.000   |
| Brasilien (PMB)              | Diamant                                                                | 160.000   |
| Dänemark (IFPI)              | Gold                                                                   | 45.000    |
| Frankreich (SNEP)            | Gold                                                                   | 100.000   |
| Kanada (MC)                  | 3× Platin                                                              | 240.000   |
| Neuseeland (RMNZ)            | Platin                                                                 | 30.000    |
| Norwegen (IFPI)              | Gold                                                                   | 30.000    |
| Österreich (IFPI)            | Gold                                                                   | 15.000    |
| Polen (ZPAV)                 | Platin                                                                 | 50.000    |
| Portugal (AFP)               | Platin                                                                 | 10.000    |
| Schweden (IFPI)              | Platin                                                                 | 80.000    |
| Spanien (Promusicae)         | Gold                                                                   | 30.000    |
| Vereinigte Staaten (RIAA)    | 3× Platin                                                              | 3.000.000 |
| Vereinigtes Königreich (BPI) | Platin                                                                 | 600.000   |
| Insgesamt                    | 5× Gold · 14× Platin · 1× Diamant ·                                    | 4.600.000 |

### Thank U, Next
| Land/Region                  | Auszeichnungen für Musikverkäufe (Land/Region, Auszeichnung, Verkäufe) | Verkäufe   |
| ---------------------------- | ---------------------------------------------------------------------- | ---------- |
| Australien (ARIA)            | 8× Platin                                                              | 560.000    |
| Belgien (BRMA)               | Platin                                                                 | 40.000     |
| Brasilien (PMB)              | 4× Diamant                                                             | 640.000    |
| Dänemark (IFPI)              | Platin                                                                 | 90.000     |
| Deutschland (BVMI)           | Gold                                                                   | 200.000    |
| Frankreich (SNEP)            | Diamant                                                                | 333.333    |
| Italien (FIMI)               | Platin                                                                 | 50.000     |
| Kanada (MC)                  | 9× Platin                                                              | 720.000    |
| Mexiko (AMPROFON)            | Gold                                                                   | 30.000     |
| Neuseeland (RMNZ)            | 5× Platin                                                              | 150.000    |
| Norwegen (IFPI)              | 3× Platin                                                              | 180.000    |
| Österreich (IFPI)            | Platin                                                                 | 30.000     |
| Polen (ZPAV)                 | 3× Platin                                                              | 150.000    |
| Portugal (AFP)               | 2× Platin                                                              | 20.000     |
| Schweden (IFPI)              | 2× Platin                                                              | 160.000    |
| Schweiz (IFPI)               | Platin                                                                 | 20.000     |
| Spanien (Promusicae)         | Platin                                                                 | 60.000     |
| Südkorea (KMCA)              | Platin                                                                 | 2.500.000  |
| Vereinigte Staaten (RIAA)    | 8× Platin                                                              | 8.000.000  |
| Vereinigtes Königreich (BPI) | 3× Platin                                                              | 1.880.000  |
| Insgesamt                    | 2× Gold · 50× Platin · 5× Diamant ·                                    | 15.813.333 |

### Imagine
| Land/Region                  | Auszeichnungen für Musikverkäufe (Land/Region, Auszeichnung, Verkäufe) | Verkäufe  |
| ---------------------------- | ---------------------------------------------------------------------- | --------- |
| Australien (ARIA)            | Platin                                                                 | 70.000    |
| Brasilien (PMB)              | 2× Platin                                                              | 80.000    |
| Neuseeland (RMNZ)            | Platin                                                                 | 30.000    |
| Norwegen (IFPI)              | Gold                                                                   | 30.000    |
| Portugal (AFP)               | Gold                                                                   | 5.000     |
| Vereinigte Staaten (RIAA)    | 2× Platin                                                              | 2.000.000 |
| Vereinigtes Königreich (BPI) | Gold                                                                   | 400.000   |
| Insgesamt                    | 3× Gold · 6× Platin ·                                                  | 2.615.000 |

### 7 Rings
| Land/Region                  | Auszeichnungen für Musikverkäufe (Land/Region, Auszeichnung, Verkäufe) | Verkäufe   |
| ---------------------------- | ---------------------------------------------------------------------- | ---------- |
| Australien (ARIA)            | 8× Platin                                                              | 560.000    |
| Belgien (BRMA)               | Platin                                                                 | 40.000     |
| Brasilien (PMB)              | 6× Diamant                                                             | 960.000    |
| Dänemark (IFPI)              | 2× Platin                                                              | 180.000    |
| Deutschland (BVMI)           | Platin                                                                 | 400.000    |
| Frankreich (SNEP)            | Diamant                                                                | 333.333    |
| Italien (FIMI)               | Platin                                                                 | 50.000     |
| Kanada (MC)                  | Diamant                                                                | 800.000    |
| Mexiko (AMPROFON)            | 5× Gold                                                                | 150.000    |
| Neuseeland (RMNZ)            | 5× Platin                                                              | 150.000    |
| Norwegen (IFPI)              | 3× Platin                                                              | 180.000    |
| Österreich (IFPI)            | 2× Platin                                                              | 60.000     |
| Polen (ZPAV)                 | Diamant                                                                | 250.000    |
| Portugal (AFP)               | 3× Platin                                                              | 30.000     |
| Schweden (IFPI)              | 3× Platin                                                              | 240.000    |
| Schweiz (IFPI)               | Platin                                                                 | 20.000     |
| Spanien (Promusicae)         | 2× Platin                                                              | 120.000    |
| Ungarn (MAHASZ)              | Platin                                                                 | 4.000      |
| Vereinigte Staaten (RIAA)    | Diamant                                                                | 10.000.000 |
| Vereinigtes Königreich (BPI) | 3× Platin                                                              | 1.800.000  |
| Insgesamt                    | 1× Gold · 38× Platin · 10× Diamant ·                                   | 16.327.333 |

### Break Up with Your Girlfriend, I’m Bored
| Land/Region                  | Auszeichnungen für Musikverkäufe (Land/Region, Auszeichnung, Verkäufe) | Verkäufe  |
| ---------------------------- | ---------------------------------------------------------------------- | --------- |
| Australien (ARIA)            | 4× Platin                                                              | 280.000   |
| Brasilien (PMB)              | Diamant                                                                | 160.000   |
| Dänemark (IFPI)              | Platin                                                                 | 90.000    |
| Deutschland (BVMI)           | Gold                                                                   | 200.000   |
| Frankreich (SNEP)            | Platin                                                                 | 200.000   |
| Italien (FIMI)               | Gold                                                                   | 25.000    |
| Kanada (MC)                  | 5× Platin                                                              | 400.000   |
| Neuseeland (RMNZ)            | 2× Platin                                                              | 60.000    |
| Norwegen (IFPI)              | 2× Platin                                                              | 120.000   |
| Österreich (IFPI)            | Platin                                                                 | 30.000    |
| Polen (ZPAV)                 | 2× Platin                                                              | 40.000    |
| Portugal (AFP)               | Platin                                                                 | 10.000    |
| Schweden (IFPI)              | Platin                                                                 | 80.000    |
| Schweiz (IFPI)               | Gold                                                                   | 10.000    |
| Spanien (Promusicae)         | Gold                                                                   | 30.000    |
| Vereinigte Staaten (RIAA)    | 5× Platin                                                              | 5.000.000 |
| Vereinigtes Königreich (BPI) | 2× Platin                                                              | 1.200.000 |
| Insgesamt                    | 4× Gold · 27× Platin · 1× Diamant ·                                    | 7.935.000 |

### Monopoly
| Land/Region                  | Auszeichnungen für Musikverkäufe (Land/Region, Auszeichnung, Verkäufe) | Verkäufe |
| ---------------------------- | ---------------------------------------------------------------------- | -------- |
| Australien (ARIA)            | Gold                                                                   | 35.000   |
| Brasilien (PMB)              | Platin                                                                 | 40.000   |
| Kanada (MC)                  | Gold                                                                   | 40.000   |
| Vereinigtes Königreich (BPI) | Silber                                                                 | 200.000  |
| Insgesamt                    | 1× Silber · 2× Gold · 1× Platin ·                                      | 315.000  |

### Rule the World
| Land/Region               | Auszeichnungen für Musikverkäufe (Land/Region, Auszeichnung, Verkäufe) | Verkäufe |
| ------------------------- | ---------------------------------------------------------------------- | -------- |
| Vereinigte Staaten (RIAA) | Gold                                                                   | 500.000  |
| Insgesamt                 | 1× Gold ·                                                              | 500.000  |

### Boyfriend
| Land/Region                  | Auszeichnungen für Musikverkäufe (Land/Region, Auszeichnung, Verkäufe) | Verkäufe  |
| ---------------------------- | ---------------------------------------------------------------------- | --------- |
| Australien (ARIA)            | 3× Platin                                                              | 210.000   |
| Brasilien (PMB)              | Diamant                                                                | 160.000   |
| Dänemark (IFPI)              | Gold                                                                   | 45.000    |
| Kanada (MC)                  | 3× Platin                                                              | 240.000   |
| Neuseeland (RMNZ)            | 2× Platin                                                              | 60.000    |
| Norwegen (IFPI)              | Gold                                                                   | 30.000    |
| Österreich (IFPI)            | Gold                                                                   | 15.000    |
| Polen (ZPAV)                 | Platin                                                                 | 50.000    |
| Portugal (AFP)               | Gold                                                                   | 5.000     |
| Schweden (IFPI)              | Gold                                                                   | 60.000    |
| Vereinigte Staaten (RIAA)    | Platin                                                                 | 1.000.000 |
| Vereinigtes Königreich (BPI) | Platin                                                                 | 600.000   |
| Insgesamt                    | 5× Gold · 11× Platin · 1× Diamant ·                                    | 2.475.000 |

### Don’t Call Me Angel
| Land/Region                  | Auszeichnungen für Musikverkäufe (Land/Region, Auszeichnung, Verkäufe) | Verkäufe |
| ---------------------------- | ---------------------------------------------------------------------- | -------- |
| Australien (ARIA)            | Platin                                                                 | 70.000   |
| Brasilien (PMB)              | Diamant                                                                | 160.000  |
| Kanada (MC)                  | Platin                                                                 | 80.000   |
| Norwegen (IFPI)              | Gold                                                                   | 30.000   |
| Polen (ZPAV)                 | Platin                                                                 | 20.000   |
| Portugal (AFP)               | Gold                                                                   | 5.000    |
| Vereinigtes Königreich (BPI) | Gold                                                                   | 400.000  |
| Insgesamt                    | 3× Gold · 3× Platin · 1× Diamant ·                                     | 765.000  |

### Good As Hell (Remix)
| Land/Region       | Auszeichnungen für Musikverkäufe (Land/Region, Auszeichnung, Verkäufe) | Verkäufe |
| ----------------- | ---------------------------------------------------------------------- | -------- |
| Brasilien (PMB)   | Platin                                                                 | 40.000   |
| Frankreich (SNEP) | Platin                                                                 | 200.000  |
| Norwegen (IFPI)   | Gold                                                                   | 30.000   |
| Insgesamt         | 1× Gold · 2× Platin ·                                                  | 270.000  |

### Stuck with U
| Land/Region                  | Auszeichnungen für Musikverkäufe (Land/Region, Auszeichnung, Verkäufe) | Verkäufe  |
| ---------------------------- | ---------------------------------------------------------------------- | --------- |
| Australien (ARIA)            | 4× Platin                                                              | 280.000   |
| Belgien (BRMA)               | Gold                                                                   | 20.000    |
| Brasilien (PMB)              | 2× Diamant                                                             | 320.000   |
| Dänemark (IFPI)              | Platin                                                                 | 90.000    |
| Frankreich (SNEP)            | Gold                                                                   | 100.000   |
| Italien (FIMI)               | Gold                                                                   | 35.000    |
| Kanada (MC)                  | 4× Platin                                                              | 320.000   |
| Malaysia (RIM)               | Gold                                                                   | 100.000   |
| Neuseeland (RMNZ)            | 4× Platin                                                              | 120.000   |
| Norwegen (IFPI)              | Platin                                                                 | 60.000    |
| Österreich (IFPI)            | Gold                                                                   | 15.000    |
| Polen (ZPAV)                 | Platin                                                                 | 50.000    |
| Portugal (AFP)               | Platin                                                                 | 10.000    |
| Schweden (IFPI)              | Platin                                                                 | 80.000    |
| Spanien (Promusicae)         | Platin                                                                 | 60.000    |
| Vereinigte Staaten (RIAA)    | 2× Platin                                                              | 2.000.000 |
| Vereinigtes Königreich (BPI) | Platin                                                                 | 600.000   |
| Insgesamt                    | 5× Gold · 21× Platin · 2× Diamant ·                                    | 4.260.000 |

### Rain on Me
| Land/Region                  | Auszeichnungen für Musikverkäufe (Land/Region, Auszeichnung, Verkäufe) | Verkäufe  |
| ---------------------------- | ---------------------------------------------------------------------- | --------- |
| Australien (ARIA)            | 5× Platin                                                              | 350.000   |
| Belgien (BRMA)               | Platin                                                                 | 40.000    |
| Brasilien (PMB)              | 3× Diamant                                                             | 480.000   |
| Dänemark (IFPI)              | Platin                                                                 | 90.000    |
| Deutschland (BVMI)           | Gold                                                                   | 200.000   |
| Frankreich (SNEP)            | Gold                                                                   | 100.000   |
| Italien (FIMI)               | Platin                                                                 | 70.000    |
| Kanada (MC)                  | 6× Platin                                                              | 480.000   |
| Neuseeland (RMNZ)            | 3× Platin                                                              | 90.000    |
| Norwegen (IFPI)              | 2× Platin                                                              | 120.000   |
| Österreich (IFPI)            | Platin                                                                 | 30.000    |
| Polen (ZPAV)                 | 3× Platin                                                              | 150.000   |
| Portugal (AFP)               | Platin                                                                 | 10.000    |
| Schweden (IFPI)              | Platin                                                                 | 80.000    |
| Spanien (Promusicae)         | 2× Platin                                                              | 120.000   |
| Ungarn (MAHASZ)              | Gold                                                                   | 2.000     |
| Vereinigte Staaten (RIAA)    | 2× Platin                                                              | 2.000.000 |
| Vereinigtes Königreich (BPI) | 2× Platin                                                              | 1.700.000 |
| Insgesamt                    | 3× Gold · 31× Platin · 3× Diamant ·                                    | 6.112.000 |

### Positions
| Land/Region                  | Auszeichnungen für Musikverkäufe (Land/Region, Auszeichnung, Verkäufe) | Verkäufe  |
| ---------------------------- | ---------------------------------------------------------------------- | --------- |
| Australien (ARIA)            | 4× Platin                                                              | 280.000   |
| Belgien (BRMA)               | Gold                                                                   | 20.000    |
| Brasilien (PMB)              | 4× Diamant                                                             | 640.000   |
| Dänemark (IFPI)              | Platin                                                                 | 90.000    |
| Deutschland (BVMI)           | Gold                                                                   | 200.000   |
| Griechenland (IFPI)          | Platin                                                                 | 20.000    |
| Frankreich (SNEP)            | Platin                                                                 | 200.000   |
| Italien (FIMI)               | Gold                                                                   | 35.000    |
| Kanada (MC)                  | 6× Platin                                                              | 480.000   |
| Mexiko (AMPROFON)            | 5× Gold                                                                | 150.000   |
| Neuseeland (RMNZ)            | Platin                                                                 | 30.000    |
| Norwegen (IFPI)              | 2× Platin                                                              | 120.000   |
| Österreich (IFPI)            | Platin                                                                 | 30.000    |
| Polen (ZPAV)                 | 2× Platin                                                              | 100.000   |
| Portugal (AFP)               | Platin                                                                 | 10.000    |
| Schweden (IFPI)              | Platin                                                                 | 80.000    |
| Spanien (Promusicae)         | Platin                                                                 | 60.000    |
| Ungarn (MAHASZ)              | Gold                                                                   | 2.000     |
| Vereinigte Staaten (RIAA)    | 2× Platin                                                              | 2.000.000 |
| Vereinigtes Königreich (BPI) | Platin                                                                 | 600.000   |
| Insgesamt                    | 5× Gold · 27× Platin · 4× Diamant ·                                    | 5.147.000 |

### 34+35
| Land/Region                  | Auszeichnungen für Musikverkäufe (Land/Region, Auszeichnung, Verkäufe) | Verkäufe  |
| ---------------------------- | ---------------------------------------------------------------------- | --------- |
| Australien (ARIA)            | 3× Platin                                                              | 210.000   |
| Brasilien (PMB)              | 3× Diamant                                                             | 480.000   |
| Dänemark (IFPI)              | Gold                                                                   | 45.000    |
| Frankreich (SNEP)            | Gold                                                                   | 100.000   |
| Italien (FIMI)               | Gold                                                                   | 35.000    |
| Kanada (MC)                  | 5× Platin                                                              | 400.000   |
| Mexiko (AMPROFON)            | 3× Gold                                                                | 90.000    |
| Neuseeland (RMNZ)            | Platin                                                                 | 30.000    |
| Norwegen (IFPI)              | Platin                                                                 | 60.000    |
| Österreich (IFPI)            | Gold                                                                   | 15.000    |
| Polen (ZPAV)                 | Platin                                                                 | 50.000    |
| Portugal (AFP)               | Platin                                                                 | 10.000    |
| Schweden (IFPI)              | Gold                                                                   | 40.000    |
| Spanien (Promusicae)         | Gold                                                                   | 30.000    |
| Vereinigte Staaten (RIAA)    | 2× Platin                                                              | 2.000.000 |
| Vereinigtes Königreich (BPI) | Platin                                                                 | 600.000   |
| Insgesamt                    | 7× Gold · 16× Platin · 3× Diamant ·                                    | 4.195.000 |

### Met Him Last Night
| Land/Region     | Auszeichnungen für Musikverkäufe (Land/Region, Auszeichnung, Verkäufe) | Verkäufe |
| --------------- | ---------------------------------------------------------------------- | -------- |
| Brasilien (PMB) | Platin                                                                 | 40.000   |
| Insgesamt       | 1× Platin ·                                                            | 40.000   |

### POV
| Land/Region                  | Auszeichnungen für Musikverkäufe (Land/Region, Auszeichnung, Verkäufe) | Verkäufe |
| ---------------------------- | ---------------------------------------------------------------------- | -------- |
| Australien (ARIA)            | Platin                                                                 | 70.000   |
| Brasilien (PMB)              | Diamant                                                                | 160.000  |
| Kanada (MC)                  | 2× Platin                                                              | 160.000  |
| Norwegen (IFPI)              | Gold                                                                   | 30.000   |
| Polen (ZPAV)                 | Gold                                                                   | 25.000   |
| Portugal (AFP)               | Gold                                                                   | 5.000    |
| Vereinigtes Königreich (BPI) | Silber                                                                 | 200.000  |
| Insgesamt                    | 1× Silber · 3× Gold · 3× Platin · 1× Diamant ·                         | 650.000  |

### Save Your Tears (Remix)
| Land/Region          | Auszeichnungen für Musikverkäufe (Land/Region, Auszeichnung, Verkäufe) | Verkäufe  |
| -------------------- | ---------------------------------------------------------------------- | --------- |
| Griechenland (IFPI)  | 2× Platin                                                              | 40.000    |
| Neuseeland (RMNZ)    | 7× Platin                                                              | 210.000   |
| Norwegen (IFPI)      | 4× Platin                                                              | 240.000   |
| Schweden (IFPI)      | 6× Platin                                                              | 480.000   |
| Spanien (Promusicae) | Platin                                                                 | 60.000    |
| Insgesamt            | 20× Platin ·                                                           | 1.030.000 |

### Santa, Can‘t You Hear Me
| Land/Region                  | Auszeichnungen für Musikverkäufe (Land/Region, Auszeichnung, Verkäufe) | Verkäufe |
| ---------------------------- | ---------------------------------------------------------------------- | -------- |
| Vereinigtes Königreich (BPI) | Silber                                                                 | 200.000  |
| Insgesamt                    | 1× Silber ·                                                            | 200.000  |

### Die for You (Remix)
| Land/Region          | Auszeichnungen für Musikverkäufe (Land/Region, Auszeichnung, Verkäufe) | Verkäufe |
| -------------------- | ---------------------------------------------------------------------- | -------- |
| Griechenland (IFPI)  | Gold                                                                   | 10.000   |
| Neuseeland (RMNZ)    | 6× Platin                                                              | 180.000  |
| Spanien (Promusicae) | Platin                                                                 | 60.000   |
| Zentralamerika (CFC) | Platin                                                                 | 70.000   |
| Insgesamt            | 1× Gold · 8× Platin ·                                                  | 320.000  |

### Yes, And?
| Land/Region                  | Auszeichnungen für Musikverkäufe (Land/Region, Auszeichnung, Verkäufe) | Verkäufe  |
| ---------------------------- | ---------------------------------------------------------------------- | --------- |
| Belgien (BRMA)               | Gold                                                                   | 20.000    |
| Brasilien (PMB)              | 3× Platin                                                              | 120.000   |
| Dänemark (IFPI)              | Gold                                                                   | 45.000    |
| Frankreich (SNEP)            | Platin                                                                 | 200.000   |
| Italien (FIMI)               | Gold                                                                   | 50.000    |
| Kanada (MC)                  | 2× Platin                                                              | 160.000   |
| Neuseeland (RMNZ)            | Gold                                                                   | 15.000    |
| Norwegen (IFPI)              | Gold                                                                   | 30.000    |
| Polen (ZPAV)                 | Platin                                                                 | 50.000    |
| Portugal (AFP)               | Gold                                                                   | 5.000     |
| Schweiz (IFPI)               | Gold                                                                   | 15.000    |
| Spanien (Promusicae)         | Gold                                                                   | 30.000    |
| Ungarn (MAHASZ)              | Gold                                                                   | 2.000     |
| Vereinigte Staaten (RIAA)    | Platin                                                                 | 1.000.000 |
| Vereinigtes Königreich (BPI) | Platin                                                                 | 600.000   |
| Zentralamerika (CFC)         | Gold                                                                   | 35.000    |
| Insgesamt                    | 10× Gold · 9× Platin ·                                                 | 2.377.000 |

### We Can’t Be Friends (Wait for Your Love)
| Land/Region                  | Auszeichnungen für Musikverkäufe (Land/Region, Auszeichnung, Verkäufe) | Verkäufe  |
| ---------------------------- | ---------------------------------------------------------------------- | --------- |
| Australien (ARIA)            | 4× Platin                                                              | 280.000   |
| Belgien (BRMA)               | Platin                                                                 | 40.000    |
| Brasilien (PMB)              | 2× Diamant                                                             | 320.000   |
| Dänemark (IFPI)              | Platin                                                                 | 90.000    |
| Frankreich (SNEP)            | Platin                                                                 | 200.000   |
| Griechenland (IFPI)          | Platin                                                                 | 20.000    |
| Italien (FIMI)               | Gold                                                                   | 50.000    |
| Kanada (MC)                  | 4× Platin                                                              | 320.000   |
| Neuseeland (RMNZ)            | Platin                                                                 | 30.000    |
| Norwegen (IFPI)              | Platin                                                                 | 60.000    |
| Polen (ZPAV)                 | Platin                                                                 | 50.000    |
| Portugal (AFP)               | Platin                                                                 | 10.000    |
| Schweden (IFPI)              | Platin                                                                 | 120.000   |
| Schweiz (IFPI)               | Platin                                                                 | 30.000    |
| Spanien (Promusicae)         | Platin                                                                 | 60.000    |
| Ungarn (MAHASZ)              | Platin                                                                 | 4.000     |
| Vereinigte Staaten (RIAA)    | 2× Platin                                                              | 2.000.000 |
| Vereinigtes Königreich (BPI) | Platin                                                                 | 600.000   |
| Zentralamerika (CFC)         | Platin                                                                 | 70.000    |
| Insgesamt                    | 1× Gold · 24× Platin · 2× Diamant ·                                    | 4.354.000 |

### The Boy Is Mine
| Land/Region                  | Auszeichnungen für Musikverkäufe (Land/Region, Auszeichnung, Verkäufe) | Verkäufe  |
| ---------------------------- | ---------------------------------------------------------------------- | --------- |
| Brasilien (PMB)              | Diamant                                                                | 160.000   |
| Kanada (MC)                  | Platin                                                                 | 80.000    |
| Polen (ZPAV)                 | Gold                                                                   | 25.000    |
| Vereinigte Staaten (RIAA)    | Platin                                                                 | 1.000.000 |
| Vereinigtes Königreich (BPI) | Silber                                                                 | 200.000   |
| Zentralamerika (CFC)         | Gold                                                                   | 35.000    |
| Insgesamt                    | 1× Silber · 2× Gold · 2× Platin · 1× Diamant ·                         | 1.500.000 |

### Defying Gravity
| Land/Region                  | Auszeichnungen für Musikverkäufe (Land/Region, Auszeichnung, Verkäufe) | Verkäufe |
| ---------------------------- | ---------------------------------------------------------------------- | -------- |
| Vereinigtes Königreich (BPI) | Silber                                                                 | 200.000  |
| Insgesamt                    | 1× Silber ·                                                            | 200.000  |

### Popular
| Land/Region                  | Auszeichnungen für Musikverkäufe (Land/Region, Auszeichnung, Verkäufe) | Verkäufe |
| ---------------------------- | ---------------------------------------------------------------------- | -------- |
| Brasilien (PMB)              | Gold                                                                   | 20.000   |
| Vereinigtes Königreich (BPI) | Silber                                                                 | 200.000  |
| Insgesamt                    | 1× Silber · 1× Gold ·                                                  | 220.000  |

## Auszeichnungen nach Liedern

### Just a Little Bit of Your Heart
| Land/Region       | Auszeichnungen für Musikverkäufe (Land/Region, Auszeichnung, Verkäufe) | Verkäufe |
| ----------------- | ---------------------------------------------------------------------- | -------- |
| Australien (ARIA) | Gold                                                                   | 35.000   |
| Insgesamt         | 1× Gold ·                                                              | 35.000   |

### My Everything
| Land/Region  | Auszeichnungen für Musikverkäufe (Land/Region, Auszeichnung, Verkäufe) | Verkäufe |
| ------------ | ---------------------------------------------------------------------- | -------- |
| Japan (RIAJ) | Gold                                                                   | 100.000  |
| Kanada (MC)  | Gold                                                                   | 40.000   |
| Insgesamt    | 2× Gold ·                                                              | 140.000  |

### Moonlight
| Land/Region       | Auszeichnungen für Musikverkäufe (Land/Region, Auszeichnung, Verkäufe) | Verkäufe |
| ----------------- | ---------------------------------------------------------------------- | -------- |
| Australien (ARIA) | Gold                                                                   | 35.000   |
| Brasilien (PMB)   | Gold                                                                   | 30.000   |
| Insgesamt         | 2× Gold ·                                                              | 65.000   |

### Greedy
| Land/Region                  | Auszeichnungen für Musikverkäufe (Land/Region, Auszeichnung, Verkäufe) | Verkäufe |
| ---------------------------- | ---------------------------------------------------------------------- | -------- |
| Australien (ARIA)            | Gold                                                                   | 35.000   |
| Brasilien (PMB)              | Platin                                                                 | 60.000   |
| Vereinigtes Königreich (BPI) | Silber                                                                 | 200.000  |
| Insgesamt                    | 1× Silber · 1× Gold · 1× Platin ·                                      | 295.000  |

### Leave Me Lonely
| Land/Region     | Auszeichnungen für Musikverkäufe (Land/Region, Auszeichnung, Verkäufe) | Verkäufe |
| --------------- | ---------------------------------------------------------------------- | -------- |
| Brasilien (PMB) | Gold                                                                   | 30.000   |
| Insgesamt       | 1× Gold ·                                                              | 30.000   |

### Thinking Bout You
| Land/Region       | Auszeichnungen für Musikverkäufe (Land/Region, Auszeichnung, Verkäufe) | Verkäufe |
| ----------------- | ---------------------------------------------------------------------- | -------- |
| Australien (ARIA) | Gold                                                                   | 35.000   |
| Brasilien (PMB)   | Gold                                                                   | 20.000   |
| Insgesamt         | 2× Gold ·                                                              | 55.000   |

### Touch It
| Land/Region       | Auszeichnungen für Musikverkäufe (Land/Region, Auszeichnung, Verkäufe) | Verkäufe |
| ----------------- | ---------------------------------------------------------------------- | -------- |
| Australien (ARIA) | Gold                                                                   | 35.000   |
| Brasilien (PMB)   | Gold                                                                   | 30.000   |
| Insgesamt         | 2× Gold ·                                                              | 65.000   |

### Raindrops (An Angel Cried)
| Land/Region     | Auszeichnungen für Musikverkäufe (Land/Region, Auszeichnung, Verkäufe) | Verkäufe |
| --------------- | ---------------------------------------------------------------------- | -------- |
| Brasilien (PMB) | Gold                                                                   | 20.000   |
| Insgesamt       | 1× Gold ·                                                              | 20.000   |

### R.E.M
| Land/Region       | Auszeichnungen für Musikverkäufe (Land/Region, Auszeichnung, Verkäufe) | Verkäufe |
| ----------------- | ---------------------------------------------------------------------- | -------- |
| Australien (ARIA) | Gold                                                                   | 35.000   |
| Brasilien (PMB)   | Platin                                                                 | 40.000   |
| Insgesamt         | 1× Gold · 1× Platin ·                                                  | 75.000   |

### Sweetener
| Land/Region                  | Auszeichnungen für Musikverkäufe (Land/Region, Auszeichnung, Verkäufe) | Verkäufe  |
| ---------------------------- | ---------------------------------------------------------------------- | --------- |
| Australien (ARIA)            | Gold                                                                   | 35.000    |
| Brasilien (PMB)              | Platin                                                                 | 40.000    |
| Kanada (MC)                  | Platin                                                                 | 80.000    |
| Vereinigtes Königreich (BPI) | Silber                                                                 | 200.000   |
| Vereinigte Staaten (RIAA)    | Platin                                                                 | 1.000.000 |
| Insgesamt                    | 1× Silber · 1× Gold · 3× Platin ·                                      | 1.355.000 |

### Successful
| Land/Region       | Auszeichnungen für Musikverkäufe (Land/Region, Auszeichnung, Verkäufe) | Verkäufe |
| ----------------- | ---------------------------------------------------------------------- | -------- |
| Australien (ARIA) | Gold                                                                   | 35.000   |
| Brasilien (PMB)   | Gold                                                                   | 20.000   |
| Insgesamt         | 2× Gold ·                                                              | 55.000   |

### Everytime
| Land/Region                  | Auszeichnungen für Musikverkäufe (Land/Region, Auszeichnung, Verkäufe) | Verkäufe  |
| ---------------------------- | ---------------------------------------------------------------------- | --------- |
| Australien (ARIA)            | Gold                                                                   | 35.000    |
| Brasilien (PMB)              | 2× Platin                                                              | 80.000    |
| Vereinigtes Königreich (BPI) | Silber                                                                 | 200.000   |
| Vereinigte Staaten (RIAA)    | Platin                                                                 | 1.000.000 |
| Insgesamt                    | 1× Silber · 1× Gold · 3× Platin ·                                      | 1.315.000 |

### Better Off
| Land/Region       | Auszeichnungen für Musikverkäufe (Land/Region, Auszeichnung, Verkäufe) | Verkäufe |
| ----------------- | ---------------------------------------------------------------------- | -------- |
| Australien (ARIA) | Gold                                                                   | 35.000   |
| Brasilien (PMB)   | Gold                                                                   | 20.000   |
| Insgesamt         | 2× Gold ·                                                              | 55.000   |

### Goodnight n Go
| Land/Region                  | Auszeichnungen für Musikverkäufe (Land/Region, Auszeichnung, Verkäufe) | Verkäufe |
| ---------------------------- | ---------------------------------------------------------------------- | -------- |
| Australien (ARIA)            | Gold                                                                   | 35.000   |
| Brasilien (PMB)              | Platin                                                                 | 40.000   |
| Vereinigte Staaten (RIAA)    | Gold                                                                   | 500.000  |
| Vereinigtes Königreich (BPI) | Silber                                                                 | 200.000  |
| Insgesamt                    | 1× Silber · 2× Gold · 1× Platin ·                                      | 775.000  |

### Pete Davidson
| Land/Region       | Auszeichnungen für Musikverkäufe (Land/Region, Auszeichnung, Verkäufe) | Verkäufe |
| ----------------- | ---------------------------------------------------------------------- | -------- |
| Australien (ARIA) | Gold                                                                   | 35.000   |
| Brasilien (PMB)   | Gold                                                                   | 20.000   |
| Insgesamt         | 2× Gold ·                                                              | 55.000   |

### Get Well Soon
| Land/Region     | Auszeichnungen für Musikverkäufe (Land/Region, Auszeichnung, Verkäufe) | Verkäufe |
| --------------- | ---------------------------------------------------------------------- | -------- |
| Brasilien (PMB) | Gold                                                                   | 20.000   |
| Insgesamt       | 1× Gold ·                                                              | 20.000   |

### Needy
| Land/Region                  | Auszeichnungen für Musikverkäufe (Land/Region, Auszeichnung, Verkäufe) | Verkäufe  |
| ---------------------------- | ---------------------------------------------------------------------- | --------- |
| Australien (ARIA)            | Platin                                                                 | 70.000    |
| Brasilien (PMB)              | 2× Platin                                                              | 80.000    |
| Vereinigte Staaten (RIAA)    | 2× Platin                                                              | 2.000.000 |
| Vereinigtes Königreich (BPI) | Silber                                                                 | 200.000   |
| Insgesamt                    | 1× Silber · 5× Platin ·                                                | 2.350.000 |

### NASA
| Land/Region                  | Auszeichnungen für Musikverkäufe (Land/Region, Auszeichnung, Verkäufe) | Verkäufe  |
| ---------------------------- | ---------------------------------------------------------------------- | --------- |
| Australien (ARIA)            | Platin                                                                 | 70.000    |
| Brasilien (PMB)              | 2× Platin                                                              | 80.000    |
| Vereinigte Staaten (RIAA)    | Platin                                                                 | 1.000.000 |
| Vereinigtes Königreich (BPI) | Silber                                                                 | 200.000   |
| Insgesamt                    | 1× Silber · 4× Platin ·                                                | 1.350.000 |

### Bloodline
| Land/Region                  | Auszeichnungen für Musikverkäufe (Land/Region, Auszeichnung, Verkäufe) | Verkäufe  |
| ---------------------------- | ---------------------------------------------------------------------- | --------- |
| Australien (ARIA)            | Platin                                                                 | 70.000    |
| Brasilien (PMB)              | 2× Platin                                                              | 80.000    |
| Polen (ZPAV)                 | Gold                                                                   | 25.000    |
| Vereinigte Staaten (RIAA)    | Platin                                                                 | 1.000.000 |
| Vereinigtes Königreich (BPI) | Silber                                                                 | 200.000   |
| Insgesamt                    | 1× Silber · 1× Gold · 4× Platin ·                                      | 1.375.000 |

### Fake Smile
| Land/Region                  | Auszeichnungen für Musikverkäufe (Land/Region, Auszeichnung, Verkäufe) | Verkäufe  |
| ---------------------------- | ---------------------------------------------------------------------- | --------- |
| Australien (ARIA)            | Gold                                                                   | 35.000    |
| Brasilien (PMB)              | Platin                                                                 | 40.000    |
| Vereinigte Staaten (RIAA)    | Platin                                                                 | 1.000.000 |
| Vereinigtes Königreich (BPI) | Silber                                                                 | 200.000   |
| Insgesamt                    | 1× Silber · 1× Gold · 2× Platin ·                                      | 1.275.000 |

### Bad Idea
| Land/Region                  | Auszeichnungen für Musikverkäufe (Land/Region, Auszeichnung, Verkäufe) | Verkäufe  |
| ---------------------------- | ---------------------------------------------------------------------- | --------- |
| Australien (ARIA)            | Platin                                                                 | 70.000    |
| Brasilien (PMB)              | 2× Platin                                                              | 80.000    |
| Vereinigte Staaten (RIAA)    | Platin                                                                 | 1.000.000 |
| Vereinigtes Königreich (BPI) | Silber                                                                 | 200.000   |
| Insgesamt                    | 1× Silber · 4× Platin ·                                                | 1.350.000 |

### Make Up
| Land/Region       | Auszeichnungen für Musikverkäufe (Land/Region, Auszeichnung, Verkäufe) | Verkäufe |
| ----------------- | ---------------------------------------------------------------------- | -------- |
| Australien (ARIA) | Gold                                                                   | 35.000   |
| Brasilien (PMB)   | Platin                                                                 | 40.000   |
| Insgesamt         | 1× Gold · 1× Platin ·                                                  | 75.000   |

### Ghostin
| Land/Region                  | Auszeichnungen für Musikverkäufe (Land/Region, Auszeichnung, Verkäufe) | Verkäufe  |
| ---------------------------- | ---------------------------------------------------------------------- | --------- |
| Australien (ARIA)            | Gold                                                                   | 35.000    |
| Brasilien (PMB)              | Platin                                                                 | 40.000    |
| Vereinigte Staaten (RIAA)    | Platin                                                                 | 1.000.000 |
| Vereinigtes Königreich (BPI) | Silber                                                                 | 200.000   |
| Insgesamt                    | 1× Silber · 1× Gold · 2× Platin ·                                      | 1.275.000 |

### In My Head
| Land/Region                  | Auszeichnungen für Musikverkäufe (Land/Region, Auszeichnung, Verkäufe) | Verkäufe |
| ---------------------------- | ---------------------------------------------------------------------- | -------- |
| Australien (ARIA)            | Gold                                                                   | 35.000   |
| Brasilien (PMB)              | Platin                                                                 | 40.000   |
| Vereinigtes Königreich (BPI) | Silber                                                                 | 200.000  |
| Insgesamt                    | 1× Silber · 1× Gold · 1× Platin ·                                      | 275.000  |

### Bad to You
| Land/Region     | Auszeichnungen für Musikverkäufe (Land/Region, Auszeichnung, Verkäufe) | Verkäufe |
| --------------- | ---------------------------------------------------------------------- | -------- |
| Brasilien (PMB) | Gold                                                                   | 20.000   |
| Insgesamt       | 1× Gold ·                                                              | 20.000   |

### Motive
| Land/Region                  | Auszeichnungen für Musikverkäufe (Land/Region, Auszeichnung, Verkäufe) | Verkäufe |
| ---------------------------- | ---------------------------------------------------------------------- | -------- |
| Australien (ARIA)            | Platin                                                                 | 70.000   |
| Brasilien (PMB)              | 3× Platin                                                              | 120.000  |
| Norwegen (IFPI)              | Gold                                                                   | 30.000   |
| Polen (ZPAV)                 | Gold                                                                   | 25.000   |
| Portugal (AFP)               | Gold                                                                   | 5.000    |
| Vereinigtes Königreich (BPI) | Silber                                                                 | 200.000  |
| Insgesamt                    | 1× Silber · 3× Gold · 4× Platin ·                                      | 450.000  |

### Off The Table
| Land/Region     | Auszeichnungen für Musikverkäufe (Land/Region, Auszeichnung, Verkäufe) | Verkäufe |
| --------------- | ---------------------------------------------------------------------- | -------- |
| Brasilien (PMB) | Platin                                                                 | 40.000   |
| Insgesamt       | 1× Platin ·                                                            | 40.000   |

### Just Like Magic
| Land/Region       | Auszeichnungen für Musikverkäufe (Land/Region, Auszeichnung, Verkäufe) | Verkäufe |
| ----------------- | ---------------------------------------------------------------------- | -------- |
| Australien (ARIA) | Gold                                                                   | 35.000   |
| Insgesamt         | 1× Gold ·                                                              | 35.000   |

### Shut Up
| Land/Region     | Auszeichnungen für Musikverkäufe (Land/Region, Auszeichnung, Verkäufe) | Verkäufe |
| --------------- | ---------------------------------------------------------------------- | -------- |
| Brasilien (PMB) | Gold                                                                   | 20.000   |
| Insgesamt       | 1× Gold ·                                                              | 20.000   |

### Nasty
| Land/Region     | Auszeichnungen für Musikverkäufe (Land/Region, Auszeichnung, Verkäufe) | Verkäufe |
| --------------- | ---------------------------------------------------------------------- | -------- |
| Brasilien (PMB) | Platin                                                                 | 40.000   |
| Insgesamt       | 1× Platin ·                                                            | 40.000   |

### Safety Net
| Land/Region       | Auszeichnungen für Musikverkäufe (Land/Region, Auszeichnung, Verkäufe) | Verkäufe |
| ----------------- | ---------------------------------------------------------------------- | -------- |
| Australien (ARIA) | Gold                                                                   | 35.000   |
| Brasilien (PMB)   | Platin                                                                 | 40.000   |
| Insgesamt         | 1× Gold · 1× Platin ·                                                  | 75.000   |

### Six Thirty
| Land/Region     | Auszeichnungen für Musikverkäufe (Land/Region, Auszeichnung, Verkäufe) | Verkäufe |
| --------------- | ---------------------------------------------------------------------- | -------- |
| Brasilien (PMB) | Gold                                                                   | 20.000   |
| Insgesamt       | 1× Gold ·                                                              | 20.000   |

### My Hair
| Land/Region     | Auszeichnungen für Musikverkäufe (Land/Region, Auszeichnung, Verkäufe) | Verkäufe |
| --------------- | ---------------------------------------------------------------------- | -------- |
| Brasilien (PMB) | Gold                                                                   | 20.000   |
| Insgesamt       | 1× Gold ·                                                              | 20.000   |

### Obvious
| Land/Region     | Auszeichnungen für Musikverkäufe (Land/Region, Auszeichnung, Verkäufe) | Verkäufe |
| --------------- | ---------------------------------------------------------------------- | -------- |
| Brasilien (PMB) | Platin                                                                 | 40.000   |
| Insgesamt       | 1× Platin ·                                                            | 40.000   |

### West Side
| Land/Region     | Auszeichnungen für Musikverkäufe (Land/Region, Auszeichnung, Verkäufe) | Verkäufe |
| --------------- | ---------------------------------------------------------------------- | -------- |
| Brasilien (PMB) | Gold                                                                   | 20.000   |
| Insgesamt       | 1× Gold ·                                                              | 20.000   |

### Love Language
| Land/Region     | Auszeichnungen für Musikverkäufe (Land/Region, Auszeichnung, Verkäufe) | Verkäufe |
| --------------- | ---------------------------------------------------------------------- | -------- |
| Brasilien (PMB) | Gold                                                                   | 20.000   |
| Insgesamt       | 1× Gold ·                                                              | 20.000   |

### Test Drive
| Land/Region     | Auszeichnungen für Musikverkäufe (Land/Region, Auszeichnung, Verkäufe) | Verkäufe |
| --------------- | ---------------------------------------------------------------------- | -------- |
| Brasilien (PMB) | Gold                                                                   | 20.000   |
| Insgesamt       | 1× Gold ·                                                              | 20.000   |

### I Don’t Do Drugs
| Land/Region               | Auszeichnungen für Musikverkäufe (Land/Region, Auszeichnung, Verkäufe) | Verkäufe |
| ------------------------- | ---------------------------------------------------------------------- | -------- |
| Australien (ARIA)         | Gold                                                                   | 35.000   |
| Brasilien (PMB)           | Platin                                                                 | 40.000   |
| Vereinigte Staaten (RIAA) | Gold                                                                   | 500.000  |
| Insgesamt                 | 2× Gold · 1× Platin ·                                                  | 575.000  |

### Bye
| Land/Region                  | Auszeichnungen für Musikverkäufe (Land/Region, Auszeichnung, Verkäufe) | Verkäufe |
| ---------------------------- | ---------------------------------------------------------------------- | -------- |
| Brasilien (PMB)              | Gold                                                                   | 20.000   |
| Kanada (MC)                  | Gold                                                                   | 40.000   |
| Vereinigtes Königreich (BPI) | Silber                                                                 | 200.000  |
| Insgesamt                    | 1× Silber · 2× Gold ·                                                  | 260.000  |

### Supernatural
| Land/Region     | Auszeichnungen für Musikverkäufe (Land/Region, Auszeichnung, Verkäufe) | Verkäufe |
| --------------- | ---------------------------------------------------------------------- | -------- |
| Brasilien (PMB) | Gold                                                                   | 20.000   |
| Kanada (MC)     | Gold                                                                   | 40.000   |
| Insgesamt       | 2× Gold ·                                                              | 60.000   |

### Eternal Sunshine
| Land/Region     | Auszeichnungen für Musikverkäufe (Land/Region, Auszeichnung, Verkäufe) | Verkäufe |
| --------------- | ---------------------------------------------------------------------- | -------- |
| Brasilien (PMB) | Gold                                                                   | 20.000   |
| Kanada (MC)     | Gold                                                                   | 40.000   |
| Insgesamt       | 2× Gold ·                                                              | 60.000   |

### True Story
| Land/Region     | Auszeichnungen für Musikverkäufe (Land/Region, Auszeichnung, Verkäufe) | Verkäufe |
| --------------- | ---------------------------------------------------------------------- | -------- |
| Brasilien (PMB) | Gold                                                                   | 20.000   |
| Insgesamt       | 1× Gold ·                                                              | 20.000   |

### Imperfect For You
| Land/Region     | Auszeichnungen für Musikverkäufe (Land/Region, Auszeichnung, Verkäufe) | Verkäufe |
| --------------- | ---------------------------------------------------------------------- | -------- |
| Brasilien (PMB) | Platin                                                                 | 40.000   |
| Insgesamt       | 1× Platin ·                                                            | 40.000   |

### Intro (End of the World)
| Land/Region                  | Auszeichnungen für Musikverkäufe (Land/Region, Auszeichnung, Verkäufe) | Verkäufe |
| ---------------------------- | ---------------------------------------------------------------------- | -------- |
| Brasilien (PMB)              | 2× Platin                                                              | 80.000   |
| Kanada (MC)                  | Gold                                                                   | 40.000   |
| Neuseeland (RMNZ)            | Gold                                                                   | 15.000   |
| Vereinigtes Königreich (BPI) | Silber                                                                 | 200.000  |
| Insgesamt                    | 1× Silber · 2× Gold · 2× Platin ·                                      | 335.000  |

### Sympathy Is a Knife
| Land/Region                  | Auszeichnungen für Musikverkäufe (Land/Region, Auszeichnung, Verkäufe) | Verkäufe |
| ---------------------------- | ---------------------------------------------------------------------- | -------- |
| Vereinigtes Königreich (BPI) | Silber                                                                 | 200.000  |
| Insgesamt                    | 1× Silber ·                                                            | 200.000  |

### What Is This Feeling?
| Land/Region                  | Auszeichnungen für Musikverkäufe (Land/Region, Auszeichnung, Verkäufe) | Verkäufe |
| ---------------------------- | ---------------------------------------------------------------------- | -------- |
| Brasilien (PMB)              | Gold                                                                   | 20.000   |
| Vereinigtes Königreich (BPI) | Silber                                                                 | 200.000  |
| Insgesamt                    | 1× Silber · 1× Gold ·                                                  | 220.000  |

## Auszeichnungen nach Autorenbeteiligungen

### Motivation (Normani)
| Land/Region                  | Auszeichnungen für Musikverkäufe (Land/Region, Auszeichnung, Verkäufe) | Verkäufe  |
| ---------------------------- | ---------------------------------------------------------------------- | --------- |
| Australien (ARIA)            | Platin                                                                 | 70.000    |
| Brasilien (PMB)              | Diamant                                                                | 160.000   |
| Kanada (MC)                  | Gold                                                                   | 40.000    |
| Neuseeland (RMNZ)            | Gold                                                                   | 15.000    |
| Vereinigte Staaten (RIAA)    | Platin                                                                 | 1.000.000 |
| Vereinigtes Königreich (BPI) | Gold                                                                   | 400.000   |
| Insgesamt                    | 3× Gold · 2× Platin · 1× Diamant ·                                     | 1.685.000 |

### Ice Cream (Blackpink×Selena Gomez)
| Land/Region       | Auszeichnungen für Musikverkäufe (Land/Region, Auszeichnung, Verkäufe) | Verkäufe |
| ----------------- | ---------------------------------------------------------------------- | -------- |
| Australien (ARIA) | Platin                                                                 | 70.000   |
| Brasilien (PMB)   | Diamant                                                                | 160.000  |
| Kanada (MC)       | Gold                                                                   | 40.000   |
| Norwegen (IFPI)   | Gold                                                                   | 30.000   |
| Insgesamt         | 2× Gold · 1× Platin · 1× Diamant ·                                     | 300.000  |

## Auszeichnungen nach Musikstreamings

### Problem
| Land/Region          | Auszeichnungen für Musikverkäufe (Land/Region, Auszeichnung, Verkäufe) | Verkäufe   |
| -------------------- | ---------------------------------------------------------------------- | ---------- |
| Dänemark (IFPI)      | 2× Platin                                                              | 5.200.000  |
| Japan (RIAJ)         | Gold                                                                   | 50.000.000 |
| Spanien (Promusicae) | Platin                                                                 | 8.000.000  |
| Insgesamt            | 1× Gold · 3× Platin ·                                                  | 63.200.000 |

### Break Free
| Land/Region          | Auszeichnungen für Musikverkäufe (Land/Region, Auszeichnung, Verkäufe) | Verkäufe    |
| -------------------- | ---------------------------------------------------------------------- | ----------- |
| Dänemark (IFPI)      | Platin                                                                 | 2.600.000   |
| Japan (RIAJ)         | Platin                                                                 | 100.000.000 |
| Spanien (Promusicae) | Gold                                                                   | 4.000.000   |
| Insgesamt            | 1× Gold · 2× Platin ·                                                  | 106.600.000 |

### Bang Bang
| Land/Region          | Auszeichnungen für Musikverkäufe (Land/Region, Auszeichnung, Verkäufe) | Verkäufe   |
| -------------------- | ---------------------------------------------------------------------- | ---------- |
| Dänemark (IFPI)      | Platin                                                                 | 2.600.000  |
| Japan (RIAJ)         | Gold                                                                   | 50.000.000 |
| Spanien (Promusicae) | Platin                                                                 | 8.000.000  |
| Insgesamt            | 1× Gold · 2× Platin ·                                                  | 60.600.000 |

### Santa Tell Me
| Land/Region  | Auszeichnungen für Musikverkäufe (Land/Region, Auszeichnung, Verkäufe) | Verkäufe   |
| ------------ | ---------------------------------------------------------------------- | ---------- |
| Japan (RIAJ) | Gold                                                                   | 50.000.000 |
| Insgesamt    | 1× Gold ·                                                              | 50.000.000 |

### One Last Time
| Land/Region  | Auszeichnungen für Musikverkäufe (Land/Region, Auszeichnung, Verkäufe) | Verkäufe    |
| ------------ | ---------------------------------------------------------------------- | ----------- |
| Japan (RIAJ) | Platin                                                                 | 100.000.000 |
| Insgesamt    | 1× Platin ·                                                            | 100.000.000 |

### Beauty and the Beast
| Land/Region  | Auszeichnungen für Musikverkäufe (Land/Region, Auszeichnung, Verkäufe) | Verkäufe   |
| ------------ | ---------------------------------------------------------------------- | ---------- |
| Japan (RIAJ) | Gold                                                                   | 50.000.000 |
| Insgesamt    | 1× Gold ·                                                              | 50.000.000 |

### Thank U, Next
| Land/Region     | Auszeichnungen für Musikverkäufe (Land/Region, Auszeichnung, Verkäufe) | Verkäufe    |
| --------------- | ---------------------------------------------------------------------- | ----------- |
| Japan (RIAJ)    | Gold                                                                   | 50.000.000  |
| Südkorea (KMCA) | Platin                                                                 | 100.000.000 |
| Insgesamt       | 1× Gold · 1× Platin ·                                                  | 150.000.000 |

### 7 Rings
| Land/Region  | Auszeichnungen für Musikverkäufe (Land/Region, Auszeichnung, Verkäufe) | Verkäufe   |
| ------------ | ---------------------------------------------------------------------- | ---------- |
| Japan (RIAJ) | Gold                                                                   | 50.000.000 |
| Insgesamt    | 1× Gold ·                                                              | 50.000.000 |

### Stuck with U
| Land/Region  | Auszeichnungen für Musikverkäufe (Land/Region, Auszeichnung, Verkäufe) | Verkäufe   |
| ------------ | ---------------------------------------------------------------------- | ---------- |
| Japan (RIAJ) | Gold                                                                   | 50.000.000 |
| Insgesamt    | 1× Gold ·                                                              | 50.000.000 |

### Rain on Me
| Land/Region  | Auszeichnungen für Musikverkäufe (Land/Region, Auszeichnung, Verkäufe) | Verkäufe    |
| ------------ | ---------------------------------------------------------------------- | ----------- |
| Japan (RIAJ) | Platin                                                                 | 100.000.000 |
| Insgesamt    | 1× Platin ·                                                            | 100.000.000 |

## Statistik und Quellen
| Land/RegionAuszeichnungen für Musikverkäufe (Land/Region, Auszeichnungen, Verkäufe, Quellen) | Silber       | Gold         | Platin         | Diamant       | Verkäufe    | Quellen              |
| -------------------------------------------------------------------------------------------- | ------------ | ------------ | -------------- | ------------- | ----------- | -------------------- |
| Argentinien (CAPIF)                                                                          | —            | Gold1        | —              | —             | 15.000      | Einzelnachweise      |
| Australien (ARIA)                                                                            | —            | 28× Gold28   | 129× Platin129 | —             | 10.010.000  | aria.com.au          |
| Belgien (BRMA)                                                                               | —            | 8× Gold8     | 6× Platin6     | —             | 340.000     | ultratop.be          |
| Brasilien (PMB)                                                                              | —            | 28× Gold28   | 56× Platin56   | 56× Diamant56 | 13.425.000  | pro-musicabr.org.br  |
| Chile (IFPI)                                                                                 | —            | —            | Platin1        | —             | 10.000      | Einzelnachweise      |
| Dänemark (IFPI)                                                                              | —            | 5× Gold5     | 35× Platin35   | —             | 2.320.000   | ifpi.dk              |
| Deutschland (BVMI)                                                                           | —            | 12× Gold12   | 7× Platin7     | —             | 4.800.000   | musikindustrie.de    |
| Finnland (IFPI)                                                                              | —            | —            | 8× Platin8     | —             | 160.000     | Einzelnachweise      |
| Frankreich (SNEP)                                                                            | —            | 8× Gold8     | 12× Platin12   | 3× Diamant3   | 3.528.264   | snepmusique.com      |
| Griechenland (IFPI)                                                                          | —            | Gold1        | 5× Platin5     | —             | 110.000     | Einzelnachweise      |
| Indonesien (ASIRI)                                                                           | —            | —            | 3× Platin3     | —             | 30.000      | Einzelnachweise      |
| Italien (FIMI)                                                                               | —            | 10× Gold10   | 26× Platin26   | —             | 1.680.000   | fimi.it              |
| Japan (RIAJ)                                                                                 | —            | 15× Gold15   | 5× Platin5     | —             | 1.441.879   | riaj.or.jp JP2 JP3   |
| Kanada (MC)                                                                                  | —            | 10× Gold10   | 138× Platin138 | Diamant1      | 12.240.000  | musiccanada.com      |
| Malaysia (RIM)                                                                               | —            | Gold1        | —              | —             | 100.000     | Einzelnachweise      |
| Mexiko (AMPROFON)                                                                            | —            | 7× Gold7     | 16× Platin16   | —             | 1.190.000   | amprofon.com.mx      |
| Neuseeland (RMNZ)                                                                            | —            | 8× Gold8     | 93× Platin93   | —             | 2.590.000   | radioscope.co.nz NZ2 |
| Niederlande (NVPI)                                                                           | —            | —            | 5× Platin5     | —             | 160.000     | nvpi.nl              |
| Norwegen (IFPI)                                                                              | —            | 11× Gold11   | 64× Platin64   | —             | 3.585.000   | ifpi.no              |
| Österreich (IFPI)                                                                            | —            | 10× Gold10   | 17× Platin17   | —             | 600.000     | ifpi.at              |
| Philippinen (PARI)                                                                           | —            | Gold1        | 2× Platin2     | —             | 37.500      | Einzelnachweise      |
| Polen (ZPAV)                                                                                 | —            | 9× Gold9     | 57× Platin57   | Diamant1      | 2.290.000   | olis.pl              |
| Portugal (AFP)                                                                               | —            | 18× Gold18   | 20× Platin20   | —             | 286.500     | Einzelnachweise      |
| Schweden (IFPI)                                                                              | —            | 5× Gold5     | 50× Platin50   | —             | 3.845.000   | sverigetopplistan.se |
| Schweiz (IFPI)                                                                               | —            | 9× Gold9     | 17× Platin17   | —             | 485.000     | hitparade.ch         |
| Singapur (RIAS)                                                                              | —            | 2× Gold2     | 6× Platin6     | —             | 70.000      | rias.org.sg          |
| Spanien (Promusicae)                                                                         | —            | 11× Gold11   | 24× Platin24   | —             | 1.520.000   | elportaldemusica.es  |
| Südkorea (KMCA)                                                                              | —            | —            | 2× Platin2     | —             | 2.556.768   | circlechart.kr       |
| Thailand (TECA)                                                                              | —            | Gold1        | Platin1        | —             | 15.000      | Einzelnachweise      |
| Ungarn (MAHASZ)                                                                              | —            | 9× Gold9     | 3× Platin3     | —             | 30.000      | slagerlistak.hu      |
| Vereinigte Staaten (RIAA)                                                                    | —            | 9× Gold9     | 118× Platin118 | 2× Diamant2   | 144.351.740 | riaa.com             |
| Vereinigtes Königreich (BPI)                                                                 | 32× Silber32 | 11× Gold11   | 52× Platin52   | —             | 37.308.000  | bpi.co.uk            |
| Zentralamerika (CFC)                                                                         | —            | 2× Gold2     | 2× Platin2     | —             | 210.000     | cfc-musica.com       |
| Insgesamt                                                                                    | 32× Silber32 | 250× Gold250 | 980× Platin980 | 63× Diamant63 |             |                      |